# Bèze (rivière)
Vous lisez un « article de qualité » labellisé en 2012.
Pour les articles ayant des titres homophones, voir Baise et Baize.
Pour les articles homonymes, voir Bèze (homonymie).
La Bèze est une rivière française située dans le département de la Côte-d'Or, en Bourgogne-Franche-Comté. C'est un affluent de la Saône en rive droite et donc un sous-affluent du Rhône.
Provenant d'une exsurgence localisée dans la grotte de la Crétanne, dans le village de Bèze, la rivière traverse plusieurs communes, sur un parcours de 31,2 km, avant de se jeter dans la Saône, à Vonges. Sa source est l'exutoire d'un vaste réseau souterrain alimenté en partie par les pertes de la Tille et de la Venelle. Cette résurgence, autour de laquelle a été aménagée une promenade, est un haut lieu touristique de la région.
La Bèze est au cœur d'un bassin versant qui, avec son affluent principal, l'Albane, irrigue le Pays Saône Vingeanne, sur une superficie totale de 250 km2. Le long de son cours, le paysage alterne entre massifs forestiers et espaces de grandes cultures, prairies d'élevage et étangs. Le bassin abrite quatre zones naturelles d'intérêt écologique, faunistique et floristique.
L'occupation humaine le long de la rivière a été précoce et commence dès le Paléolithique. À l'époque gallo-romaine, le sanctuaire de Mirebeau-sur-Bèze, situé sur un axe de communication important, est un haut lieu de la région. Le site est ensuite occupé par la VIIIe Légion Augusta qui y bâtit un camp militaire imposant. La rivière permet ensuite l'implantation, au Moyen Âge, de l'abbaye Saint-Pierre de Bèze, lieu de convergence du pèlerinage de saint Prudent. La période moderne est marquée par la fondation de la Poudrerie nationale de Vonges qui, pour ses besoins industriels, aménage l'embouchure de la Bèze. Il demeure un important patrimoine bâti à l'eau.
La faune et la flore y sont similaires à celles attachées à l'écosystème de la Saône, avec une prédominance de la truite. De nombreux ouvrages hydrauliques touchent toutefois fortement les espèces de rivière. La qualité de l'eau de la Bèze et de ses affluents est jugée médiocre en raison d'une concentration en nitrate, due aux activités agricoles et d'élevage qui en suivent les cours. La Bèze et son bassin versant ne présentent pas de risques naturels majeurs.

## Géographie et description

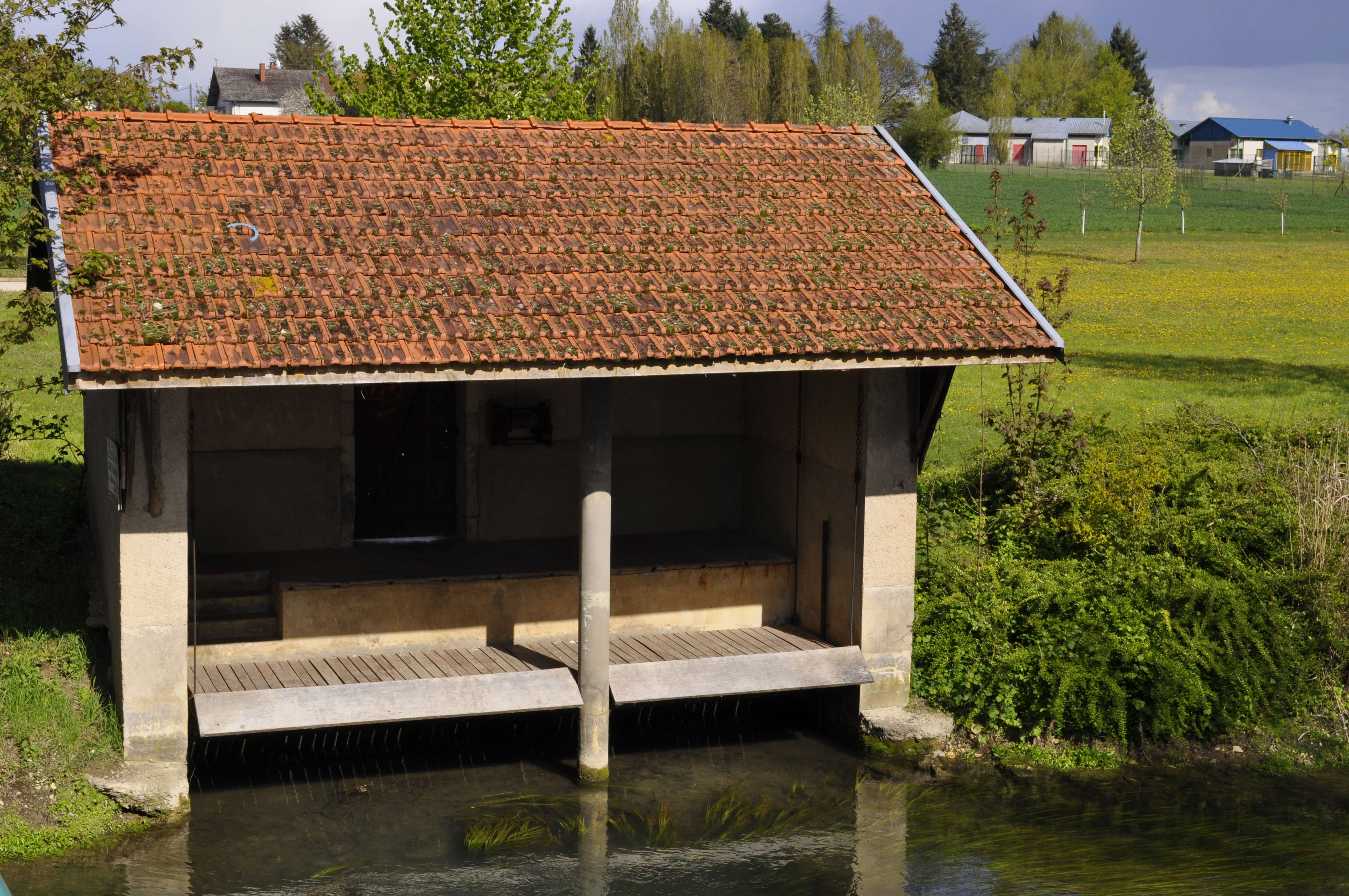
Lavoir sur la Bèze à Bézouotte.

L'émergence de la Bèze est située à 25 km au nord-est de Dijon, dans le village qui porte son nom, à 208 m d'altitude. Elle jaillit d'une vasque à la base des calcaires kimméridgiens et forme immédiatement une rivière de 10 m de large. D'autres sources, dont la liaison a été établie avec la rivière souterraine découverte en 1950 par le Spéléo-Club de Dijon prennent naissance sous l'ancien cimetière de Bèze, à 400 m en aval. Elle parcourt ensuite 31,2 km en direction du sud-est pour se jeter dans la Saône, dont elle constitue un affluent en rive droite, dans la commune de Vonges, à 184 m d'altitude, où elle mesure 20 m de large. Sa pente moyenne est de 0,9 %.
La Bèze s'écoule au centre d'un bassin versant dit de « la Bèze-Albane », au cœur du Pays Saône Vingeanne, dans le département de la Côte-d'Or, d’une superficie totale de 250 km2. La rivière est caractérisée par sa source à Bèze, exsurgence remarquable alimentée par un réseau souterrain important, d'une part, par son bassin versant constitué de trois affluents et délimité au sud par sa confluence avec la Saône d'autre part.

### Source

#### Situation géographique

La rivière la Bèze en Côte-d'Or.

La source de la Bèze est une des plus importantes exsurgences de France métropolitaine. La rivière prend naissance au sein d'un lac souterrain dans une grotte nommée « la Crétanne », située aux abords immédiats de l'agglomération de Bèze, en Côte-d'Or, au pied d'une falaise surplombant la résurgence, dans le bassin dit de « la douy »,. Le lac se déverse à l'air libre par un siphon de type vauclusien. On accède à cette salle (dite « salle Blanc »), de 40 m sur huit mètres, et de trois mètres de plafond, par un petit escalier au pied de la falaise. La grotte connue se situe à 45 mètres sous terre. « La cavité longue d'environ 650 m se termine par quatre siphons amont et un siphon aval, ce dernier étant en relation directe avec la source de la Bèze ».

#### Réseau souterrain
Le réseau souterrain de la Bèze se développe sur 2 800 m, et sur un dénivelé de 26 m. La source de la Bèze, débouché de ce réseau hydraulique, est l'exsurgence la plus importante du département de la Côte-d'Or. La grotte de la Crétanne est la partie la plus explorée de ce vaste ensemble.
Le réseau souterrain de la Bèze est constitué de quatre siphons :
- « Le siphon de la source de la Bèze a été prospecté par le S.C. Dijon et le S.C. Paris pour la première fois le 25 octobre 1953 sur une trentaine de mètres et sur une profondeur de 10 m. En 1972, la SHAG explore environ 70 m de plus puis le S.C.Dijon, en 1974, réalise la jonction avec la grotte en franchissant ce siphon de 140 m qui s'avère être prolongé de diverticules annexes, dont un conduit aval aspirant, très dangereux », pour un total de 290 m ;
- « Le siphon de l'embarcadère (ou siphon no 1) a été désobstrué en 1964, 1966 et 1967 ; l'entrée est dégagée au cours de l'année 1968. Le conduit noyé en forme d'interstrate parcourt 90 m. Il se termine par un puits noyé constituant la jonction de plusieurs galeries. La principale est explorée en 1975 jusqu'à 370 m de l'entrée et à une profondeur de 16 m). La jonction avec le siphon du lac Blanc a été réalisée en 1976. En 1976, une galerie secondaire aval, débutant à 90 m de l'entrée se développe sur 105 m puis débouche dans une zone exondée ébouleuse. » ;
- « Le siphon du lac blanc (ou siphon no 2) est découvert en 1953 par le S.C.Dijon et le S.C.Paris, puis exploré sur une centaine de mètres dans une galerie faiblement immergée et jusqu'à un puits noyé à une profondeur de 14 m. Des boyaux annexes, proches de l'entrée, sont explorés sur environ 50 m. C'est en 1976 que l'arrivée d'eau principale est localisée à 50 m de l'entrée (puits de la Chaussette). La jonction avec le réseau noyé du siphon de l'embarcadère est réalisée par le biais d'une diaclase de 30 m de long et de 10 m de hauteur. Une salle en cloche située à 230 m de l'entrée est ensuite découverte. Trois prolongements sont ensuite explorés en 1978 et 1979 : une diaclase très étroite faisant surface dans un petit conduit terminé par une fissure noyée, une vaste cheminée immergée et un petit réseau supérieur exondé. » ;
- « Les siphons de la galerie des éboulis (ou siphons no 3 et no 4) sont sans courant apparent et recèlent de nombreux dépôts argileux. » Le premier mesure 150 m alors que le second, 40 m[8],[10],[11].

#### Situation géologique
La grotte de la Crétanne est constituée de roche calcaire. « L'ensemble de galeries qui constitue la rivière souterraine de Bèze se développe dans des calcaires en bancs bien lités et assez peu épais (10 à 15 cm en moyenne) constituant la partie supérieure du Séquanien ou Astartien. Cette formation surmonte une épaisse masse de calcaires de nature assez variable, d'âge Rauracien et Séquanien, dont la puissance dépasse 100 m, et qui constitue le soubassement des plateaux calcaires situés au nord de Bèze. »
La source est recouverte par des calcaires et marnes du Kimméridgien, ce qui conduit à former à Bèze une « petite cuesta assez visible au sud-est du village », sous les calcaires compacts du Portlandien. Le plafond de la grotte est recouvert de kaolin alors que les parois sont couvertes d’oxyde de manganèse à certains endroits. L'ensemble présente « un pendage léger mais très constant vers le sud, où elle vient s'enfouir sous des lambeaux d'une couverture crétacée puis sous les sédiments tertiaires de la Bresse ». L'établissement du karst de la région doit s'être produit soit à la fin de l'Oligocène, soit pendant le Miocène.

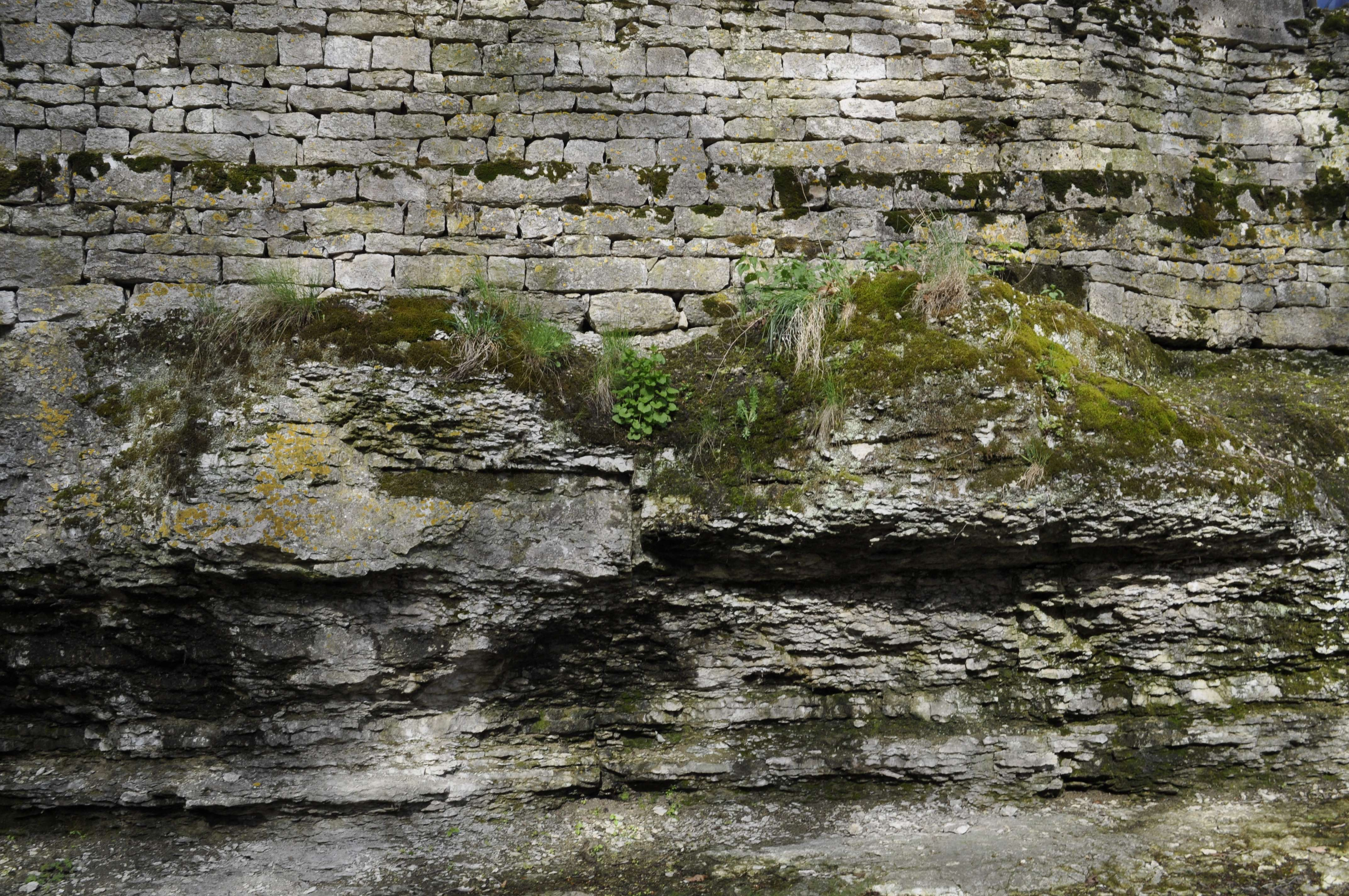
Détail de la falaise qui surplombe la résurgence à Bèze.

Les galeries de la grotte de Bèze sont de type « conforme » (elles sont parallèles à la stratification des couches). Ce sont donc des galeries caractérisées par une grande largeur et par un toit plan « correspondant à la surface de base des bancs calcaires. » Il semble qu'il y ait eu plusieurs niveaux de galeries, mais les plus élevées sont visibles au fond de la première salle et sont toutes colmatées. Les galeries principales accueillent plusieurs cheminées verticales qui auraient pu être formées à la suite des creusements per ascensum (vers le haut), sous l'action des eaux travaillant sous pression. L'orientation des galeries se fait suivant deux directions : nord quelques degrés est pour la principale (et de manière parallèle à la direction des accidents tectoniques et des principales diaclases de la région), la seconde est sensiblement perpendiculaire à la précédente (elle correspond elle aussi à une direction de diaclases)s.

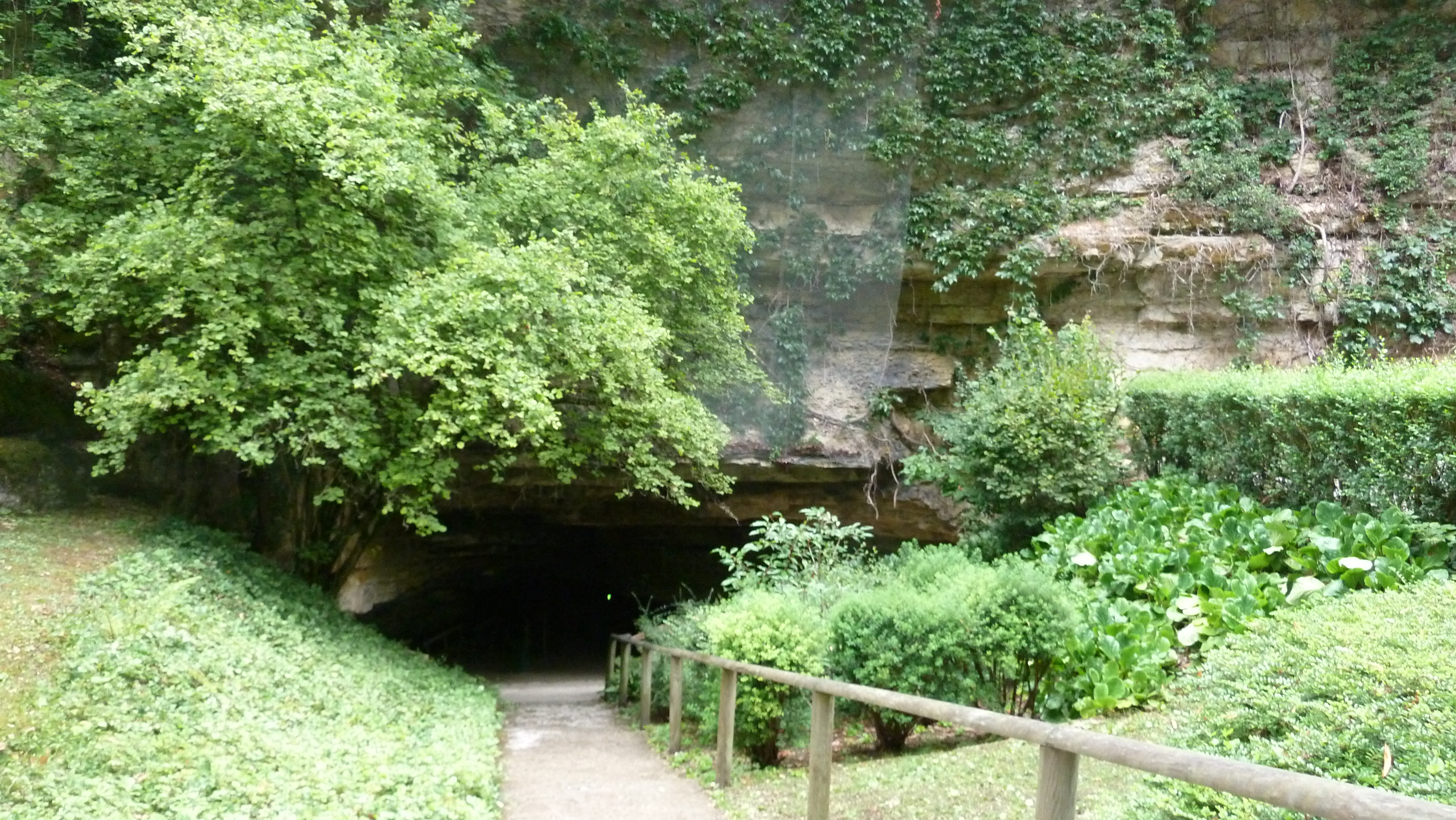
L'entrée de la grotte de Bèze.

Les sédiments de la grotte de Bèze ont fait l'objet d'une étude détaillée parue dans les comptes-rendus du Ier Congrès international de spéléologie. La boue de remplissage est constituée par des sables siliceux identiques aux sables albiens connus plus au sud de la Bèze ; ces sables témoignent de « l'existence d'un bassin d'alimentation de la rivière souterraine d'une ancienne couverture albienne aujourd'hui disparue. » Par ailleurs, « la plus grande partie du remplissage est constituée de sables fins et de limons de plus en plus fins vers le sommet de la série. » Plusieurs cycles de sédimentation séparés par des planchers de calcite peuvent être observés. Enfin, dans les galeries supérieures des varves sont présentes, formées lors des crues, et qui sont « séparées par des couches plus sombres et à granulométrie plus fine, déposées en période de basses eaux ».

#### Hydrologie à la source

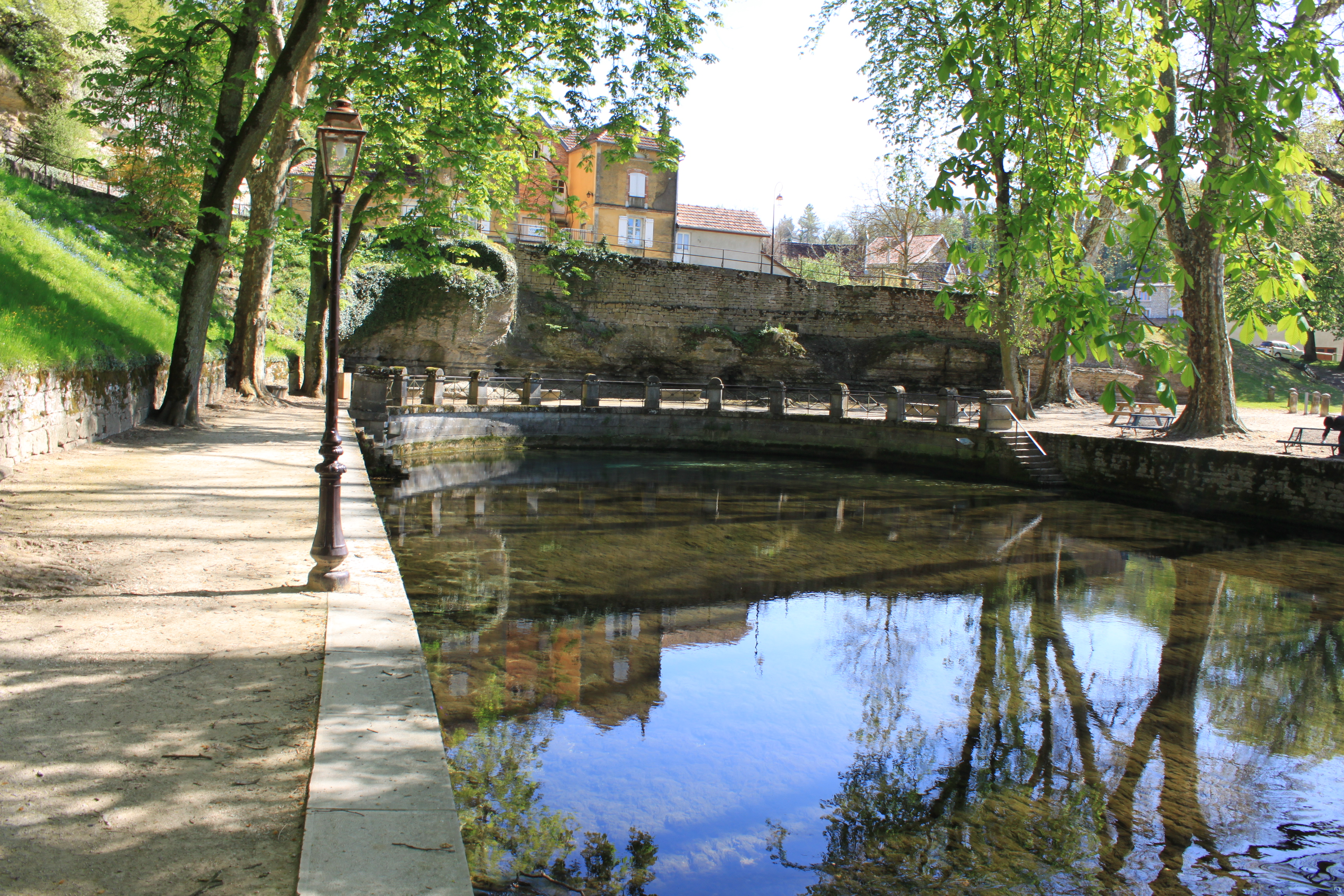
Vue de la résurgence à Bèze et de la promenade aménagée tout autour.

La source de la Bèze est constituée de deux arrivées :
- une première à l'extrémité méridionale de la rivière souterraine, où l'eau arrive quasi verticalement par un siphon obstrué par de gros blocs éboulés ;
- une seconde, l'arrivée principale, se trouve à 160 m environ plus au nord, au fond de la salle Blanc. Le débit y est plus important que dans l'autre arrivée, en raison de la présence d'un siphon. « Des essais de pénétration ont été effectués par les Spéléo-Clubs de Dijon et de Paris ; ils ont montré l'existence en amont du siphon, de galeries noyées puis d'un puits presque vertical de 15 m de profondeur donnant dans de nouvelles galeries entièrement noyées[16]. »

Un siphon d'évacuation des eaux de la rivière souterraine est présent à peu de distance de la première arrivée d'eau, à environ 100 m de la résurgence de la Bèze ; il est toutefois insuffisant pour évacuer l'ensemble des eaux en période de crue.
Le débit moyen interannuel, ou module, de la rivière à Bèze est de 4 m3/s. Les variations sont importantes : le débit d'étiage étant de l'ordre de 500 litres par seconde, et le débit maximum des crues pouvant atteindre 20 voire 25 m3/s. Le débit de la Bèze à sa source a été observé pendant une période de 27 ans (de 1981 à 2012), à Bèze, plus précisément à la station nommée la « ferme de Rome ».

#### Origine des eaux

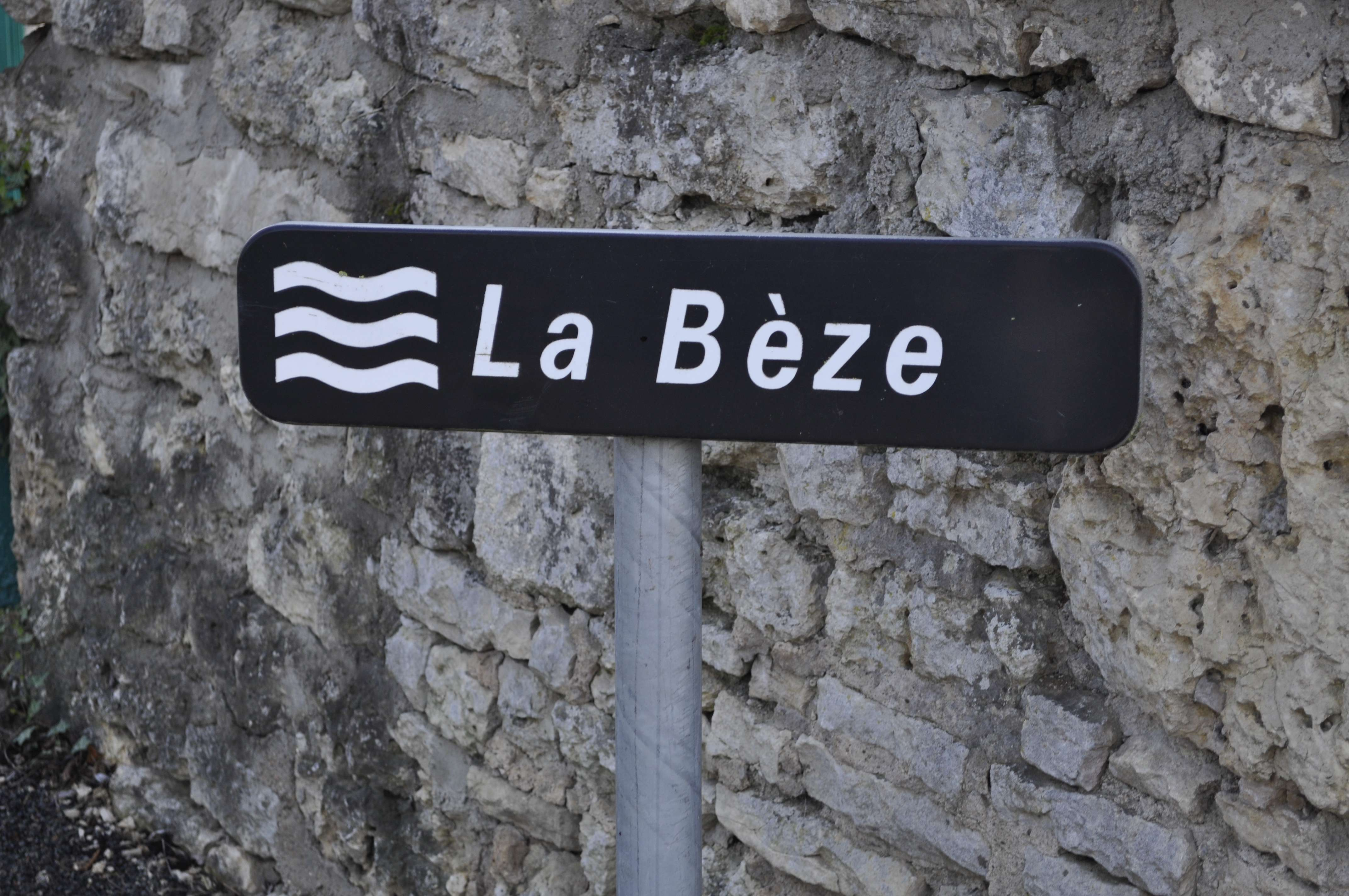
Panneau de la Bèze à Noiron-sur-Bèze.

La rivière constitue une exsurgence des eaux de la nappe située sous la forêt de Velours (située dans la commune de Lux, en Côte-d'Or). Celle-ci est alimentée par des pertes de la Tille et de la Venelle. L'exploration de la source a été réalisée depuis le 14 juillet 1950 par le Spéléo-Club de Dijon. Elle se continue aujourd'hui par la visite des galeries noyées au moyen de scaphandre autonome et par l'étude systématique du réseau découvert. Selon H. Tintant, il semble que « la majeure partie des eaux de la Bèze proviennent du drainage souterrain de l'immense plateau karstique constitué de calcaires rauraciens et séquaniens formant un quadrilatère limité au nord par les marnes impénétrables de l'Argovien, de Crécey-sur-Tille à Occey et à la vallée de la Vingeanne. Couvert de vallées sèches et perforé de nombreux entonnoirs (plusieurs centaines dans la seule forêt de Velours), ce plateau qui mesure plus de 225 km2 de superficie est recouvert de roches très perméables présentant une inclinaison faible mais notable vers le sud. ». La rivière souterraine alimentant la Bèze à sa source devrait ainsi récupérer vraisemblablement 50 % des précipitations tombées annuellement sur le plateau.
Des tests à la fluorescéine, menés par le Spéléo-Club de Dijon en 1970, ont montré que les eaux de la Venelle coloraient celles de la Bèze dans les grottes de la résurgence,.

#### Faune et flore

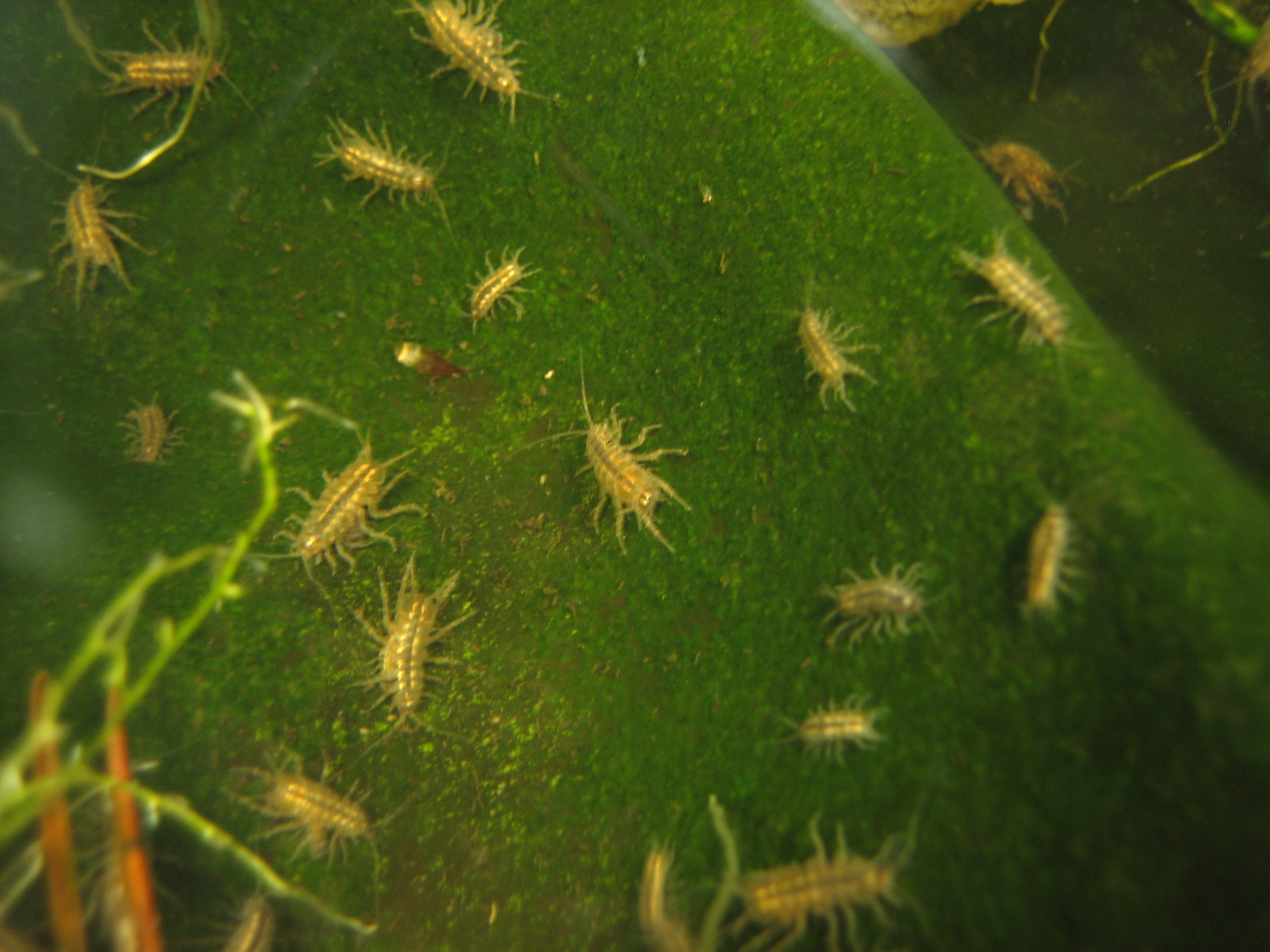
Aselle proche de l'aselle de Bourgogne, endémique à la grotte de Bèze.

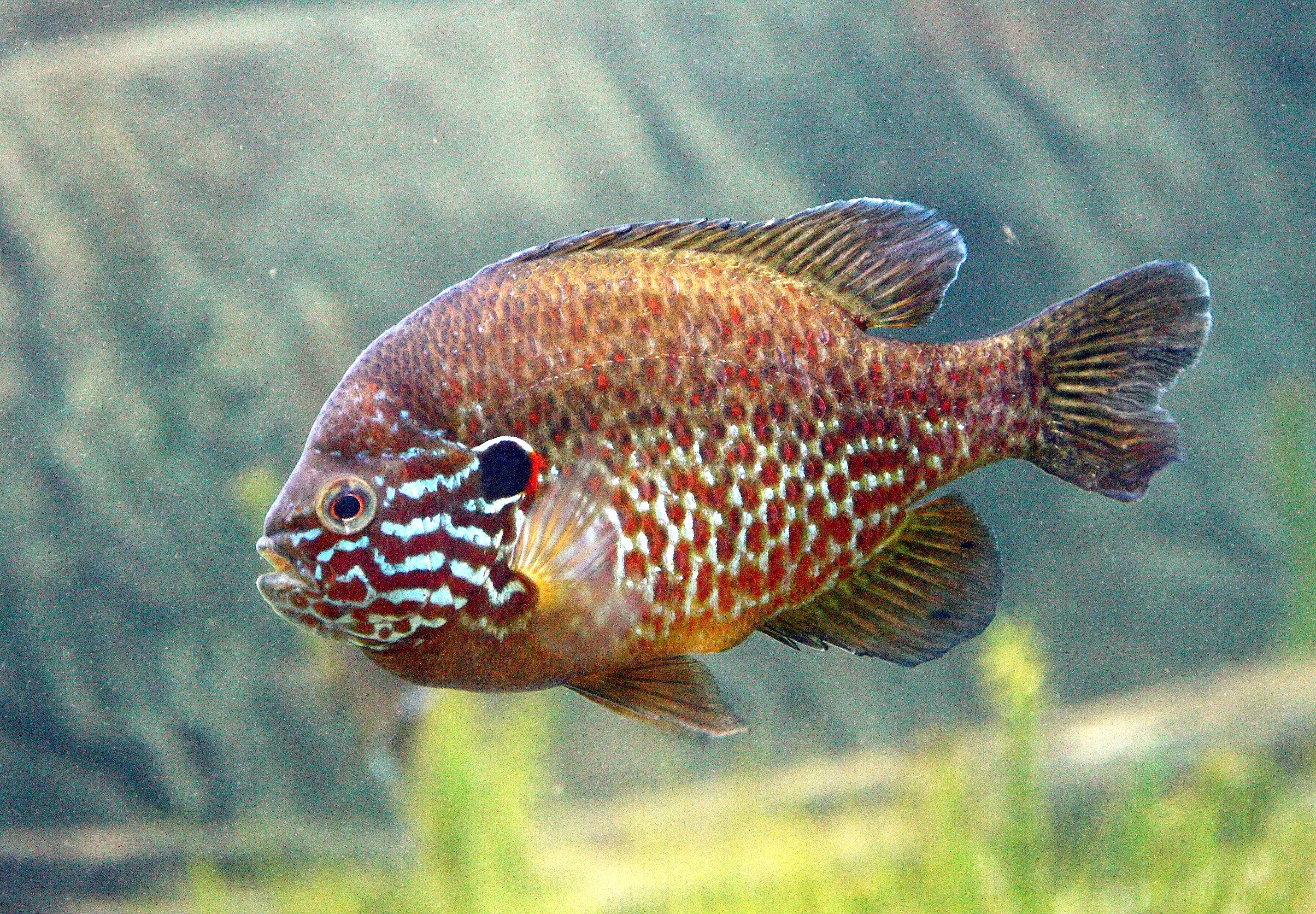
Perche soleil.

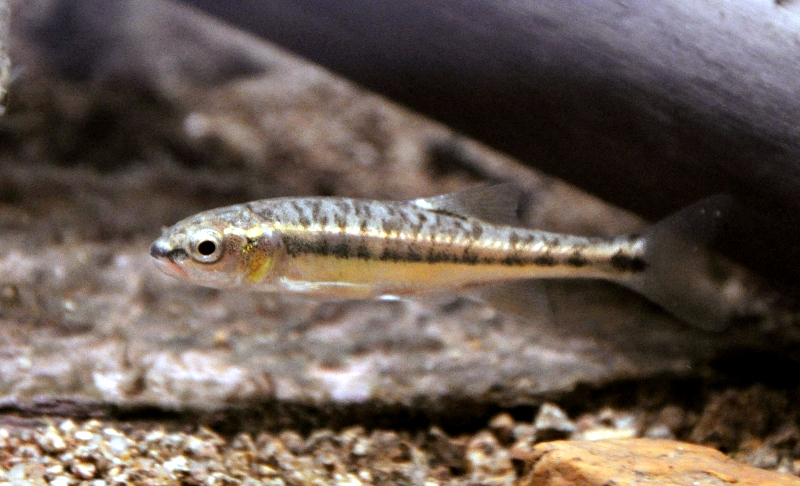
Vairon.

La grotte de Bèze est dotée d'une faune et d'une flore spécifique. Elle abrite ainsi une espèce endémique : l'aselle de Bourgogne, un aselle d'eau douce, étudié en 1969 par J.-P. Henry et G. Magniez. La rivière souterraine héberge d'autres crustacés tels que des niphargus et l'on peut parfois y rencontrer des poissons (vairon, chabot, truite) provenant des pertes de la Venelle ou ayant remonté l'un des siphons ainsi que cinq espèces de chauves-souris. La flore est composée de fougères qui ont colonisé les cheminées géologiques.On peut également y observer divers types de mousses et quelques champignons.

#### La résurgence

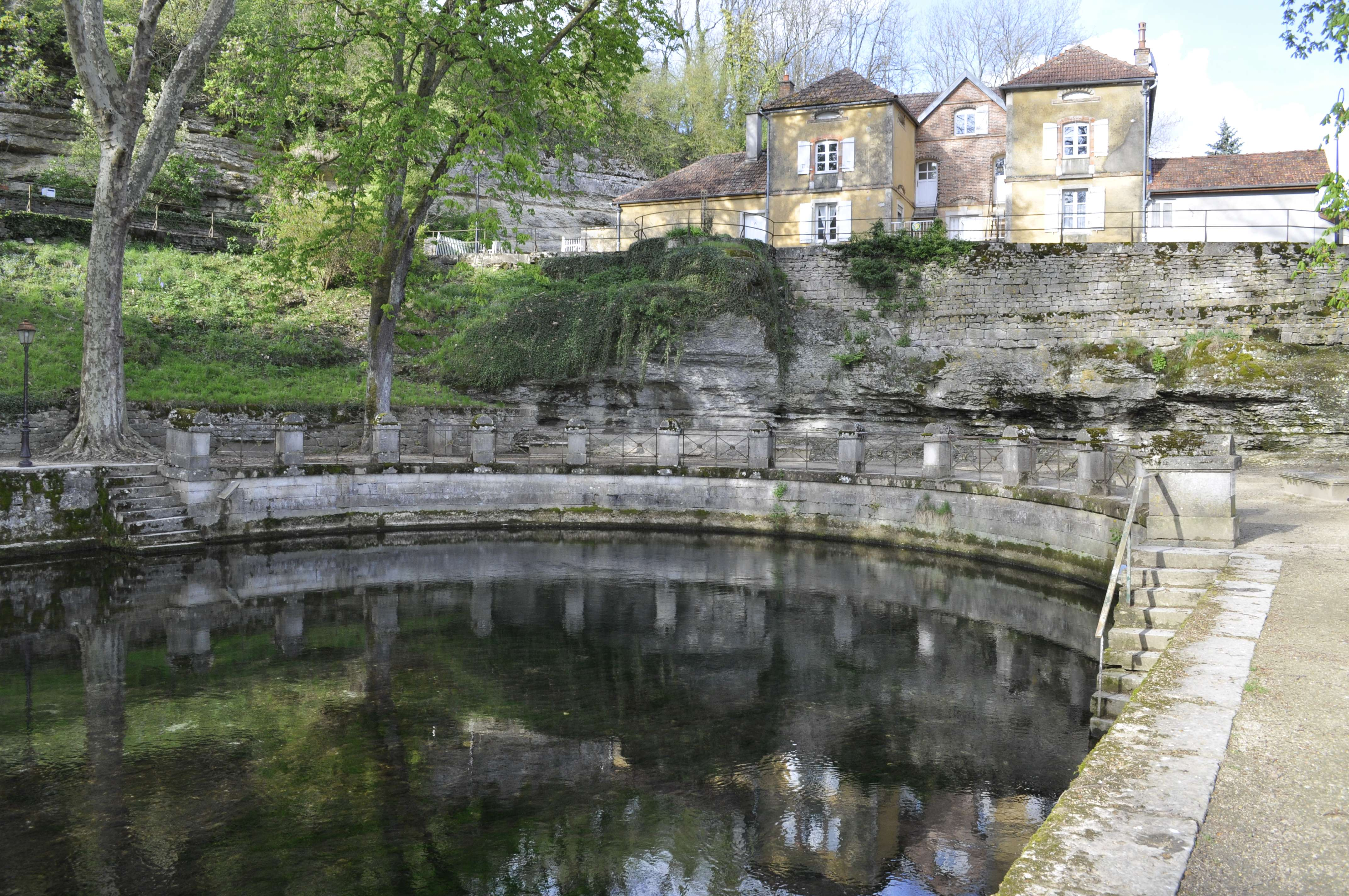
La promenade aménagée autour de la résurgence, à Bèze.

La résurgence de la Bèze est située « au point précis où le plateau calcaire séquanien s'enfouit sous la cuesta plus argileuse ou Kiméridgien », de façon « tout à fait comparable à celle des nombreuses résurgences du Chatillonnais au pied de la cuesta argovienne. »
Selon le géographe François Robert, en 1789, la résurgence de la Bèze est l'une des quatre plus considérables existant en France. Cette résurgence est le lieu le plus photographié de Bèze. Certains éditeurs de cartes postales n'hésitent pas à améliorer l'image en grattant la plaque de verre du négatif pour obtenir un jaillissement plus impressionnant. La promenade de la source, autour de la résurgence, est un site classé dont l'aménagement date du XVIIIe siècle et composée d'arbres ayant de 200 à 300 ans.

#### Aménagement

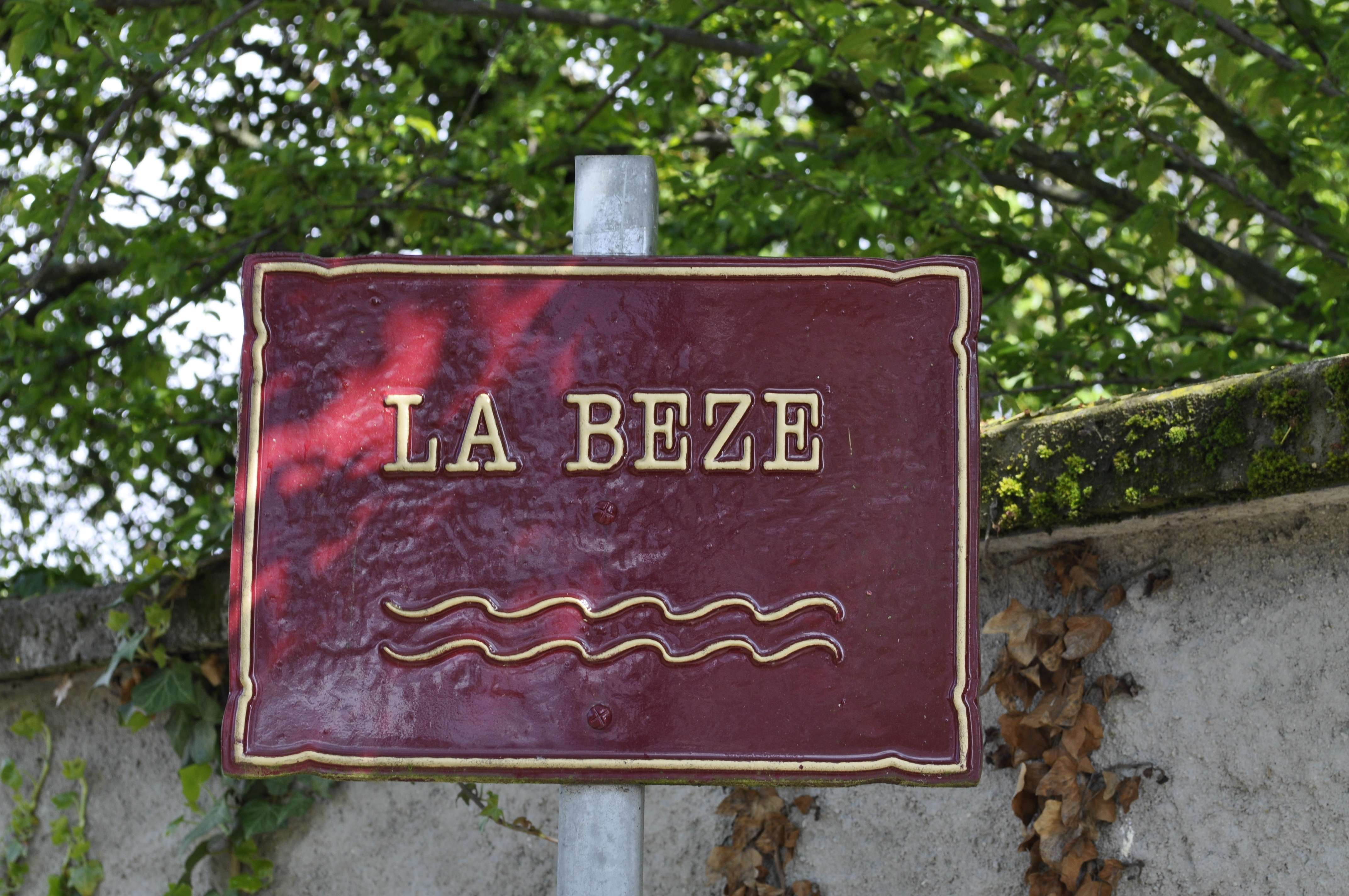
Panneau à Marandeuil.

C'est en 1970 que la municipalité de Bèze et son maire, Robert Poinsot, a décidé l'aménagement de la grotte, propriété de la commune, pour le tourisme. Celle-ci a ouvert ses portes aux visiteurs en avril 1971.
Les grottes se visitent en barque sur une distance d'environ 300 mètres sur le lac souterrain, à une température de 12 °C. Les nombreuses stalactites et stalagmites aux formes singulières (drapés, sombreros, obus…) font partie de l'attractivité du lieu qui est l'un des sites touristiques les plus importants de la région dijonnaise. Le nombre de visiteurs ne cesse en effet d'augmenter : 14 390 en 2007, 16 255 en 2008, 18 224 en 2009, 19 341 en 2010 et 20 193 en 2011,.
De célèbres stalactites nommées « les andouilles de Bèze », en référence à la gastronomie locale, sont tombées lors d'une crue. La stalactite la plus admirée est l'« oreille d’éléphant ». Trois guides professionnels escortent les visiteurs à bord de barques sans moteur qui sont déplacées grâce à un réseau de cordages installé au plafond de la grotte.
La grotte sert régulièrement pour l'entraînement des pompiers de Dijon mais aussi Paris, et même pour l’armée.

### Bassin versant de la Bèze-Albane

#### Description

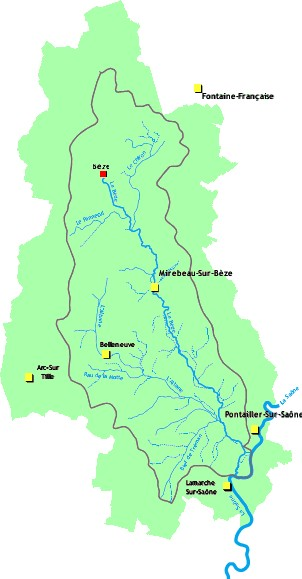
Carte du bassin versant (en vert).

Le bassin versant Bèze-Albane est situé dans une région à climat continental exactement similaire à celui de Dijon. « Les pluies d’été sont souvent orageuses, l’échauffement inégal du sol augmentant les phénomènes convectifs. Les hivers, humides et relativement rudes, se passent rarement sans chute de neige. »
La géologie du bassin est constituée, à sa tête, de formations calcaires de l’ère secondaire. « Le centre-ouest du bassin (de Noiron-sur-Bèze jusqu’à la source de l’Albane) est constitué de formations secondaires du Crétacé et de formations tertiaires anté-Pliocène. Cette série du Crétacé est bien complète forme un monoclinal à léger plongement sud-ouest où la craie cénomano-turonienne forme une côte au-dessus des argiles de l’Albien. Elle donne des collines arrondies typiques. » Les basses plaines (vallées de l’Albane et de la Bèze) sont constituées d’alluvions récentes carbonatées sur le bassin de la Bèze mais argilo-limoneuses sur le bassin de l’Albane. « L’amont du bassin de la Bèze est alimenté par un important réseau karstique issu en partie des pertes de la Tille et de la Venelle. Une partie des eaux de pluie vient alimenter ces nappes. La source de la Bèze est l’exutoire de cet important réseau ».

#### Plan d'eau

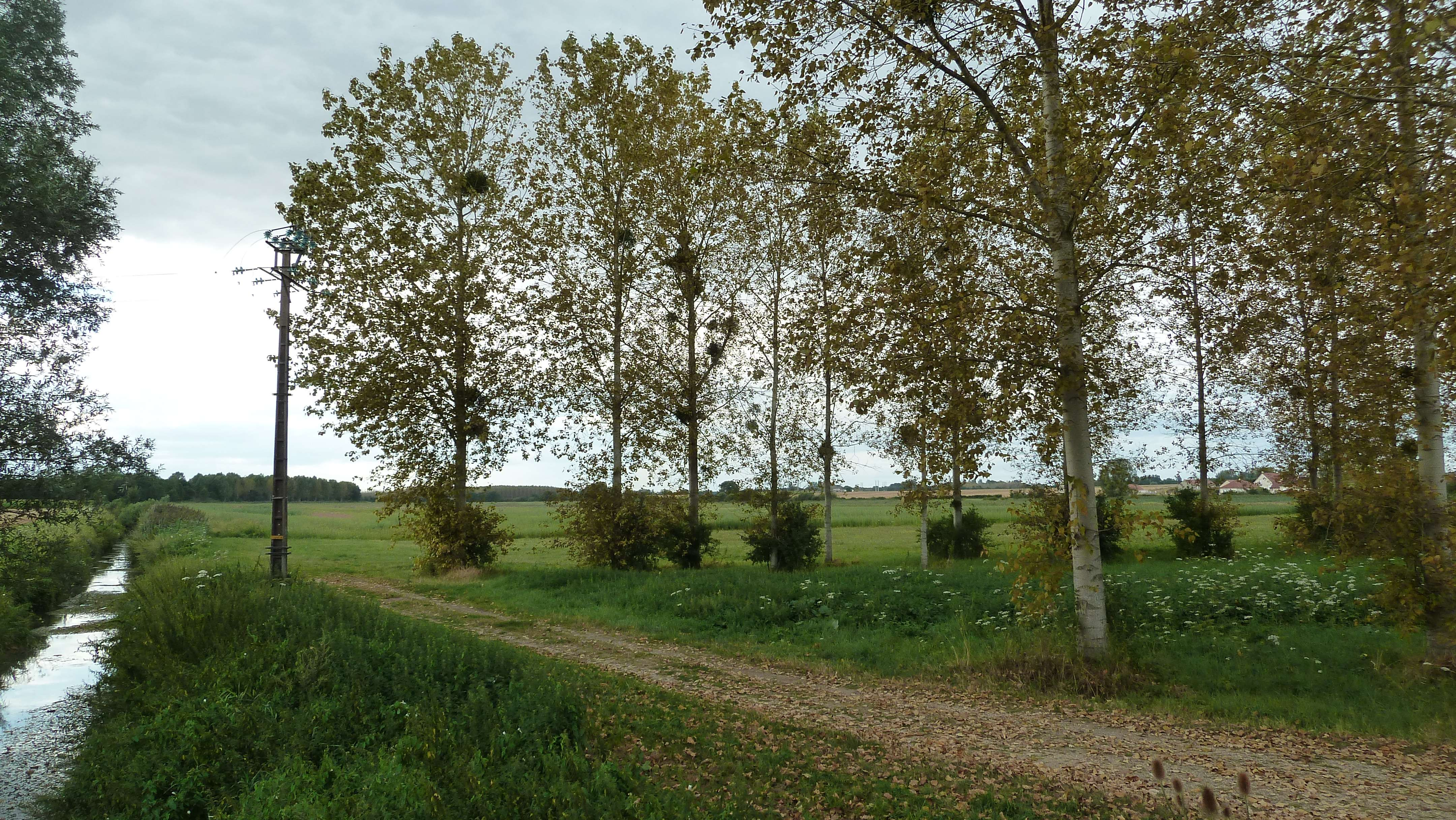
De nombreuses peupleraies sont exploitées le long de la Bèze et de ses affluents. Ici la parcelle est située sur les bords de l'Albane, à Saint-Léger-Triey.

Situé sur le bassin Rhône-Méditerranée, le bassin versant Bèze-Albane est d'une superficie de 250 km2, pour une longueur de 95 km dont 30 km représentent le lit mineur de la Bèze. Les principaux affluents de la Bèze qui le constituent sont : l’Albane (17 km), le Chiron (8 km) et le Pannecul (6 km). Plusieurs études ont montré que le bassin versant topographique situé dans la commune de Bèze, qui est seulement de 32,6 km2, serait au centre d'un réseau hydrologique plus vaste, entre 225 et 890 km2, vraisemblablement de 400 km2,.
Les plus hauts reliefs culminent à environ 300 m sur la tête de bassin. Le plan d'eau de la Bèze et de l'Albane (son affluent) bénéficie d'une forte ruralité « avec seulement 2,1 % de la surface occupée par des sols artificialisés. À eux seuls, les forêts et les cultures représentent plus de 95 % du territoire, avec deux fois plus d’espaces de cultures que de forêts. Les prairies sont peu présentes avec une occupation de 5,5 % du territoire et 8,6 % des territoires agricoles ». Les cultures principales sont les céréales et les oléagineux. Les bois et forêts sont nombreux sur le bassin et représentent une part non négligeable de terrain. Sont traversés par la Bèze, parmi les plus vastes espaces boisés : la forêt domaniale de Mirebeau, le bois de Bèze, le bois Popin, le bois Varve, le bois de Pont Bourdin et la forêt de la Vervotte. De grandes peupleraies sont également traversées, notamment dans les basses vallées, lieux d’exploitation populicoles, notamment à Belleneuve, Mirebeau, ou encore Saint-Léger. « Certaines prairies ont disparu au cours des temps, au profit des grandes cultures. Celles-ci étaient traditionnellement présentes aux abords des cours d’eau. Le témoin de cet héritage est encore visible sur les cartes IGN au 25 000e par les noms des parcellaires le long de la Bèze et de l’Albane : « les prairies », « les grands prés », « le pré des moines », « prés des marais » ».

#### Hydrologie
La Bèze présente des fluctuations saisonnières de débit modérées, avec des hautes eaux d'hiver portant le débit mensuel moyen à un niveau situé entre 4,5 et 5,65 m3/s, de décembre à mars inclus (avec un maximum en janvier). Dès le mois de mars, le débit mensuel baisse progressivement jusqu'aux basses eaux d'été qui se déroulent de juillet à septembre, avec une baisse du débit moyen mensuel jusque 1,76 m3/s au mois d'août. Cependant, le VCN3 peut chuter jusque 0,9 m3/s, en cas de période quinquennale sèche, soit 900 litres par seconde. D'autre part les crues ne sont jamais fort importantes, la rivière bénéficiant de l'effet de régularisation dû à la grande taille de la nappe souterraine. Les QIX 2 et QIX 5 valent respectivement 13 et 16 m3/s. Le QIX 10 vaut 17 m3/s, tandis que le QIX 20 se monte à 19 m3/s. Enfin le QIX 50 se monte à 20 m3/s. Le débit instantané maximal enregistré a été de 17,8 m3/s le 18 décembre 1982, tandis que la valeur journalière maximale était de 17,3 m3/s le 21 décembre de la même année. En comparant le premier de ces chiffres aux valeurs des différents QIX de la rivière, il apparaît que cette crue n'était même pas d'ordre vicennal et donc nullement exceptionnelle. On peut considérer qu'elle est destinée à se répéter tous les 15 ans en moyenne. La lame d'eau écoulée dans le bassin de la Bèze est estimée à 308 mm annuellement, ce qui est moyennement élevé, du même ordre de grandeur que la moyenne d'ensemble de la France tous bassins confondus, mais inférieur à celle de l'ensemble du bassin versant de la Saône (501 mm). Le débit spécifique (ou Qsp) atteint 9,7 litres par seconde et par kilomètre carré de bassin.

Carte topographique de la Bèze.

Le débit moyen sur l'année est de 3,810 m3/s,. Le niveau de la rivière ne commence à monter lentement qu'après cinq ou six jours de pluies continues.

#### Paysages
« Le système paysager est qualifié de « mixte » : le contraste entre les massifs forestiers et les espaces de grandes cultures est très présent. » Les reliefs sont toutefois plus contrastés et les paysages plus vallonnés au nord-ouest du bassin sur les communes de Viévigne, Tanay, Belleneuve et dans le secteur de Noiron, Chevigny-Saint-Sauveur, Bèze et Bourberain. Les cours d’eau y sont plus encaissés, boisés et les villages sont souvent sur les hauteurs.

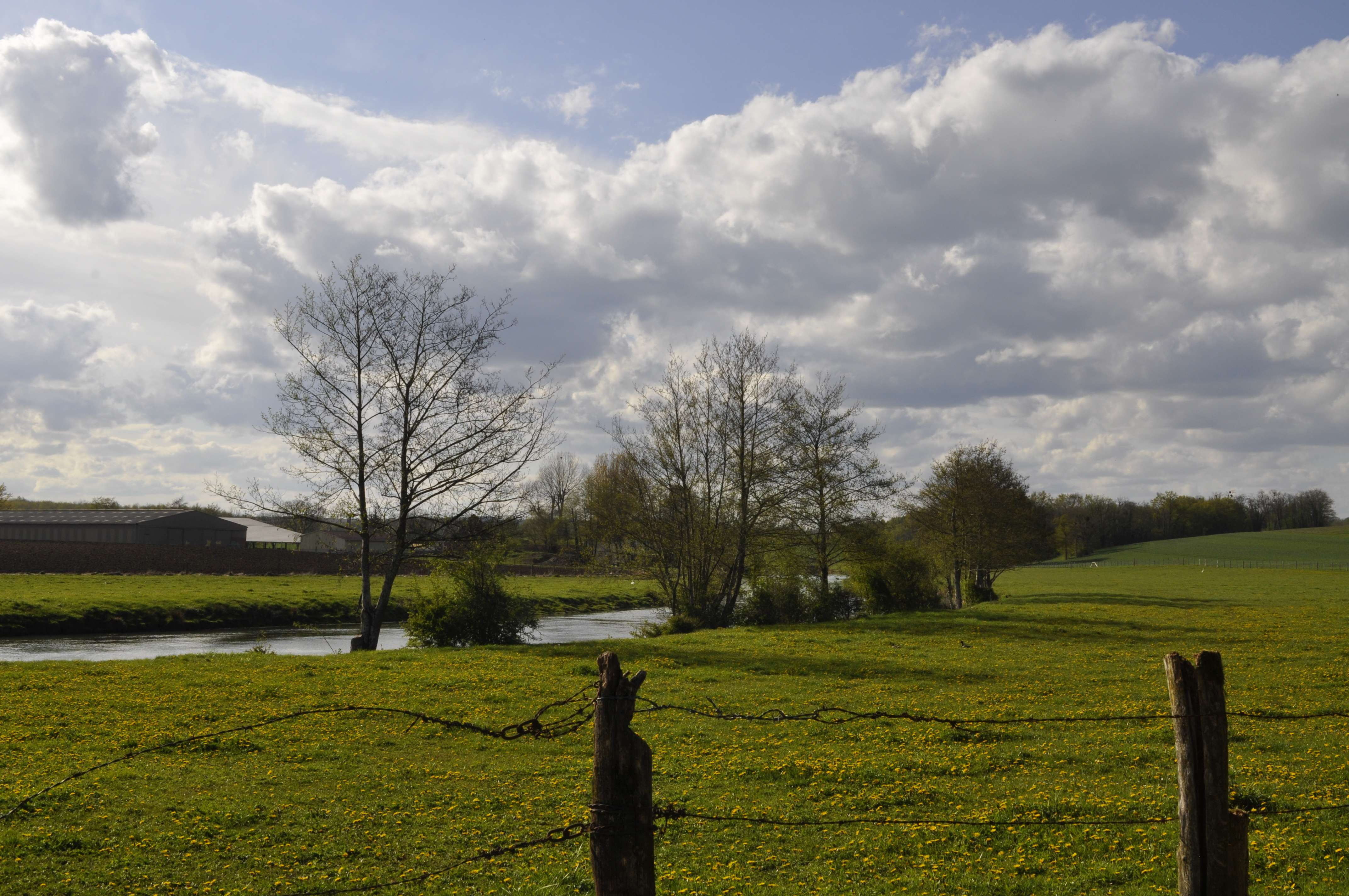
Paysage de plaines et de bosquets, à Noiron-sur-Bèze.

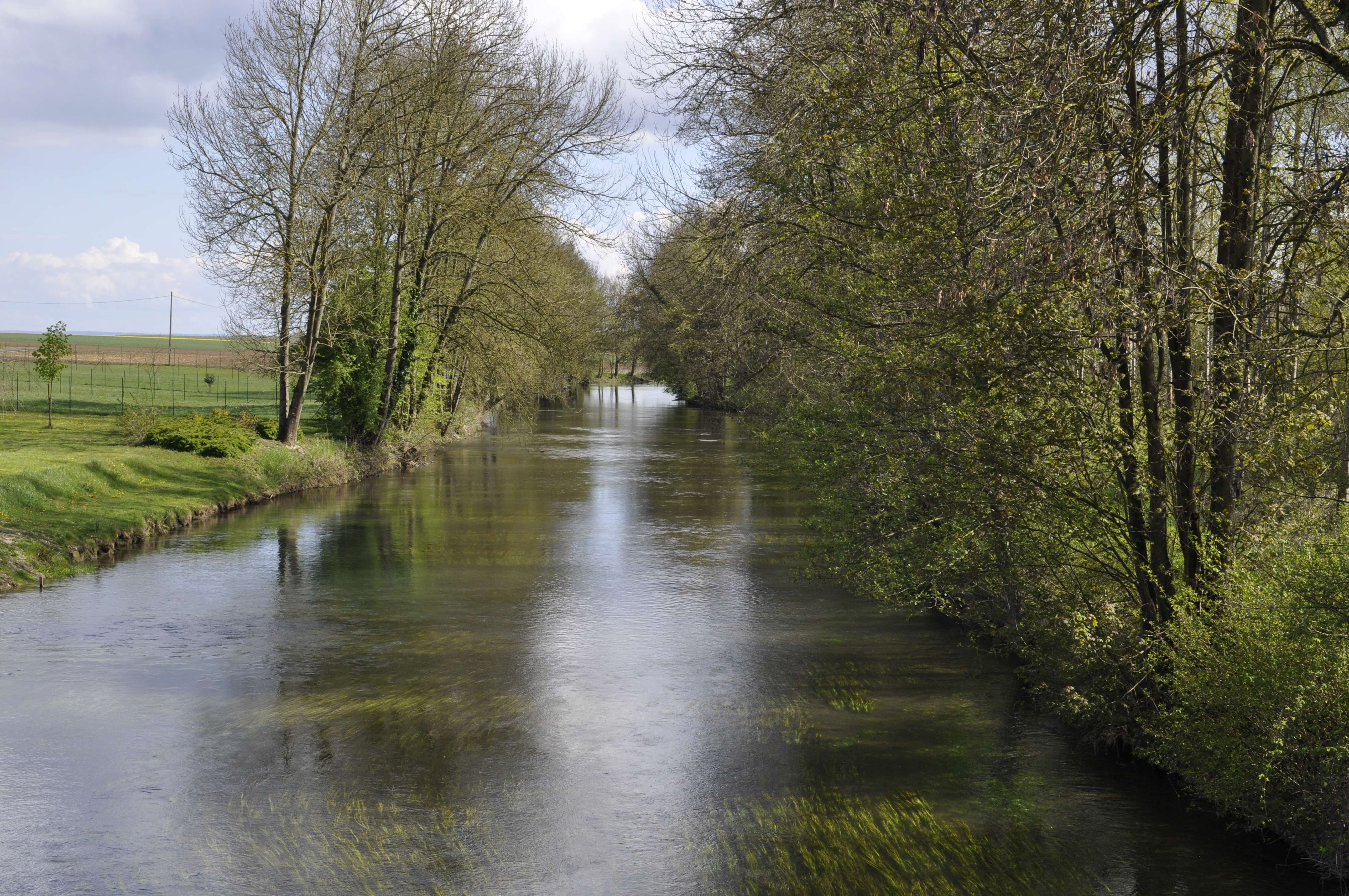
Cours de la Bèze à Bézouotte.

Le bassin versant comporte quatre principales Zones naturelles d'intérêt écologique, faunistique et floristique (ou ZNIEFF) :
- la ZNIEFF de type II (no 260015037) concernant la Forêt de Velours et de Fontaine-Française, s’étendant sur les territoires de Lux, Bourberain, Bèze et Viévigne.
- la ZNIEFF de type II (no 260015026) appelée « la vallée de la Bèze » et concernant tous les proches territoires de la rivière Bèze, de la Commune de Bèze à celle de Vonges, avec entre autres la forêt domaniale de Mirebeau.
- la ZNIEFF de type II (no 260015020) concernant la forêt de Longchamp, s’étendant sur les communes d'Étevaux, Saint-Léger-Triey (avec sa forêt domaniale également dans le périmètre où le bief du Tréman prend sa source), Lamarche-sur-Saône et Longchamp.
- la ZNIEFF de type I (no 00550001), comprise dans cette ZNIEFF 2 de la forêt de Longchamp et concernant l’étang de Saint-Léger-Triey (« Le Grand Étang »).
- la ZNIEFF de type II (no 260015009) limitrophe du bassin concernant la vallée de la Saône de Vonges à Auxonne.
- la ZNIEFF de type I (no 00340001) comprise dans la ZNIEFF II de la vallée de la Saône, s'étendant de Pontailler-sur-Saône à Auxonne[25].

#### Affluents et masses d'eau
Quatre masses d’eau de surface sont présentes sur le bassin versant de la Bèze : la Bèze, l’Albane, le Chiron et le Pannecul, ainsi que trois masses d’eau souterraines :
- « FR_DO_119 » est « constituée de calcaires jurassiques du seuil et des côtes et arrières côtes de Bourgogne dans BV Saône en RD. » C'est une masse d’eau classée en ressource stratégique ;
- « FR_DO_228 » est « constituée de calcaires jurassiques sous couverture pied de côte bourguignonne » ;
- « FR_DO_523 » est composée de « formations variées du Dijonnais entre Ouche et Vingeanne »[34].

L'affluent notable de la Bèze est l'Albane, dont elle reçoit les eaux en rive droite à Saint-Léger-Triey. La rivière reçoit également de l'eau depuis la source de Chaume, à 12 km au nord-ouest de Bèze, dans le canton de Fontaine-Française. Cette liaison souterraine a été démontrée par Spéléo-Club de Dijon en 1955, à la suite d'une brusque montée des eaux boueuses de la Bèze puis à une exploration des cavités.
Quatre sources mineures sont présentes sur le bassin versant, en dehors de celle de la Bèze : la source de l’Albane à Magny-Saint-Médard, la source du Creux de Vau à Mirebeau-sur-Bèze, la source de la Fontaine du Gué à Noiron-sur-Bèze et les petites sources de Tanay.

#### Vallée de la Bèze
La vallée de la Bèze est, en amont, constituée de formations calcaires du Jurassique. À partir de Noiron-sur-Bèze, le contexte calcaire laisse progressivement la place aux marnes. Elle s'étend sur 2 660 hectares.
La Bèze traverse douze communes, toutes situées en Côte-d'Or : Bèze, Noiron-sur-Bèze, Mirebeau-sur-Bèze, Bézouotte, Cuiserey, Charmes, Marandeuil, Drambon, Tanay, Saint-Léger-Triey, Vonges et Pontailler-sur-Saône.

Principales communes traversées par la Bèze
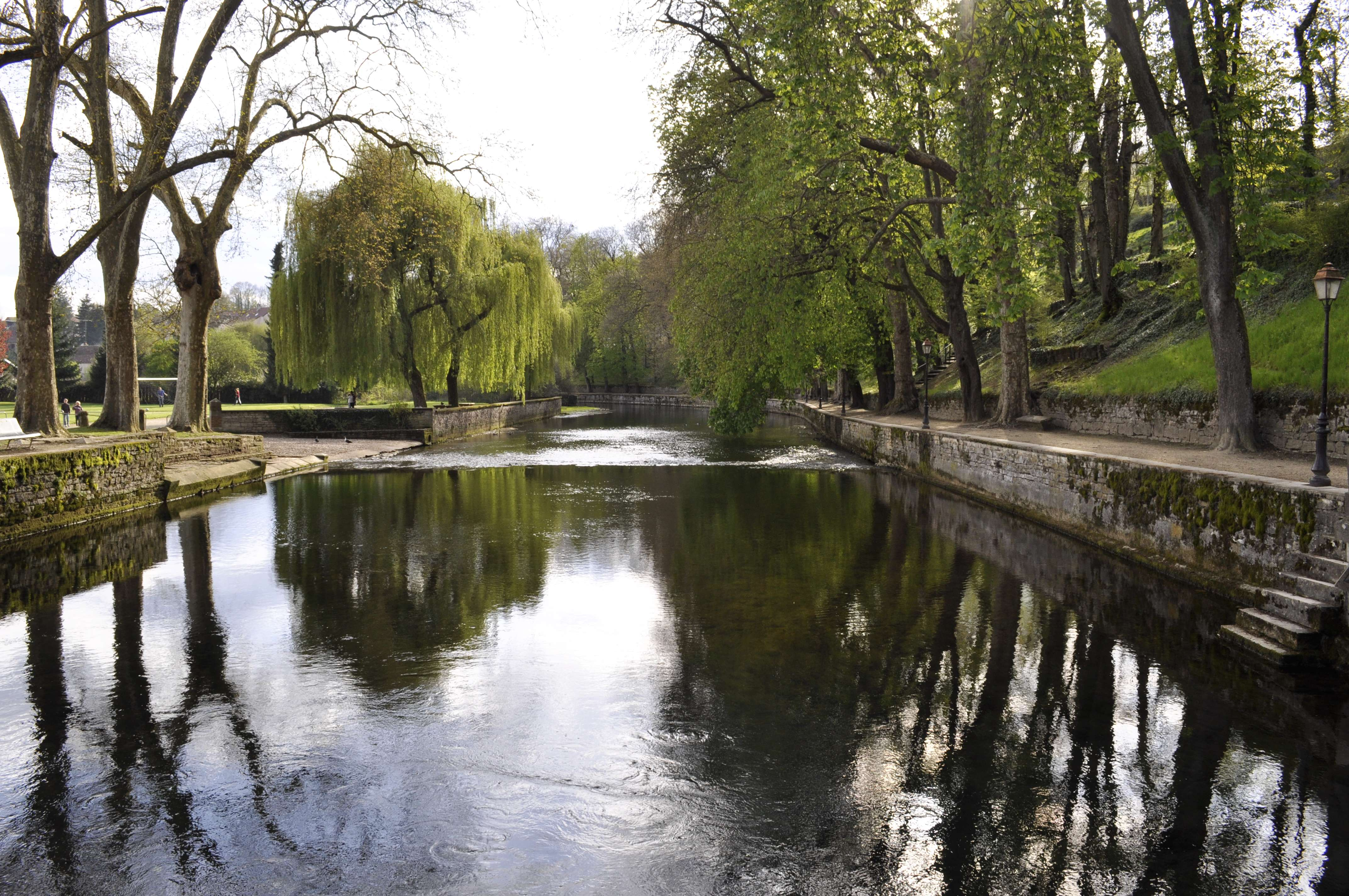
Les premiers mètres de la rivière à Bèze.
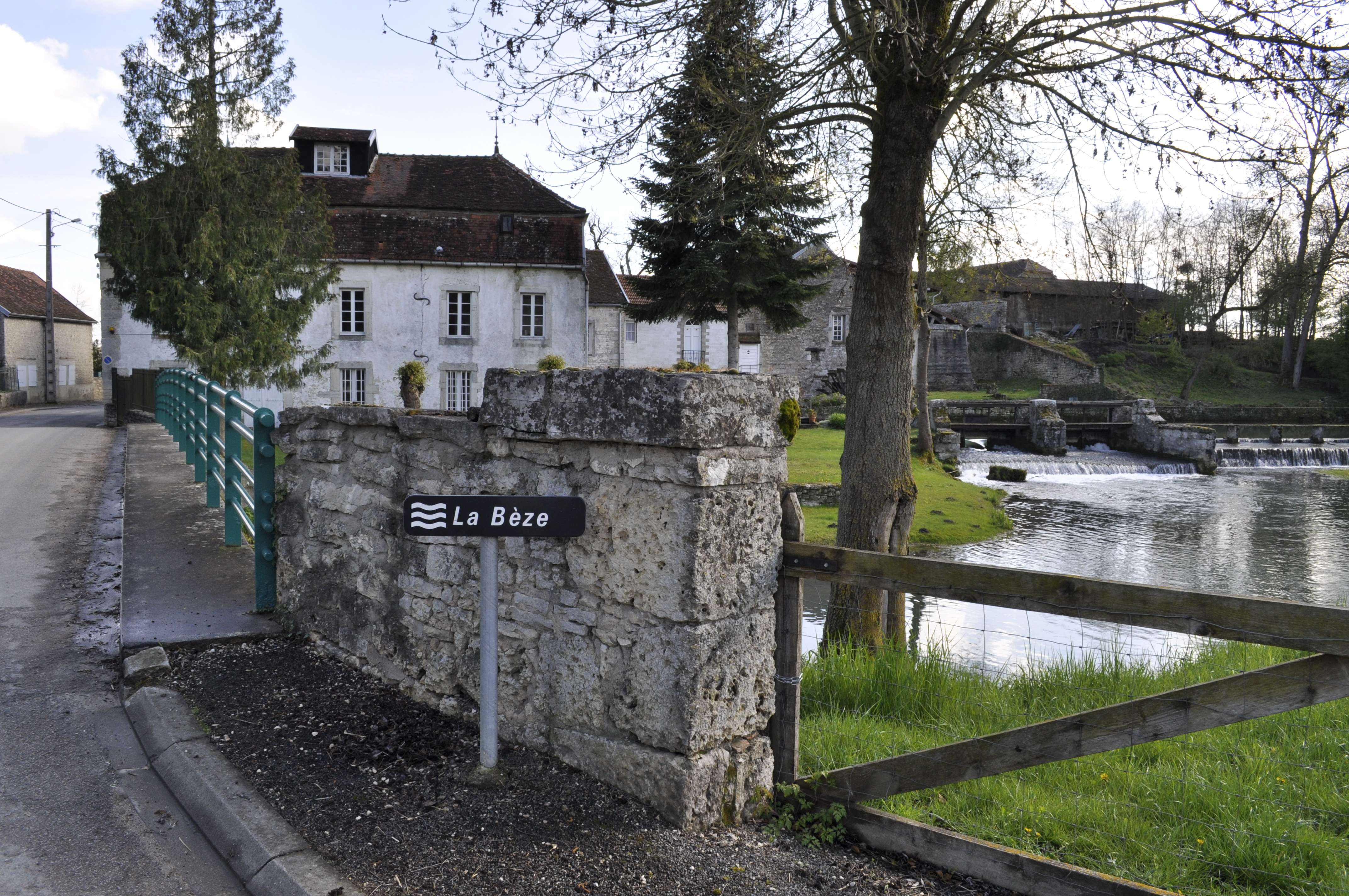
La rivière à Noiron-sur-Bèze.
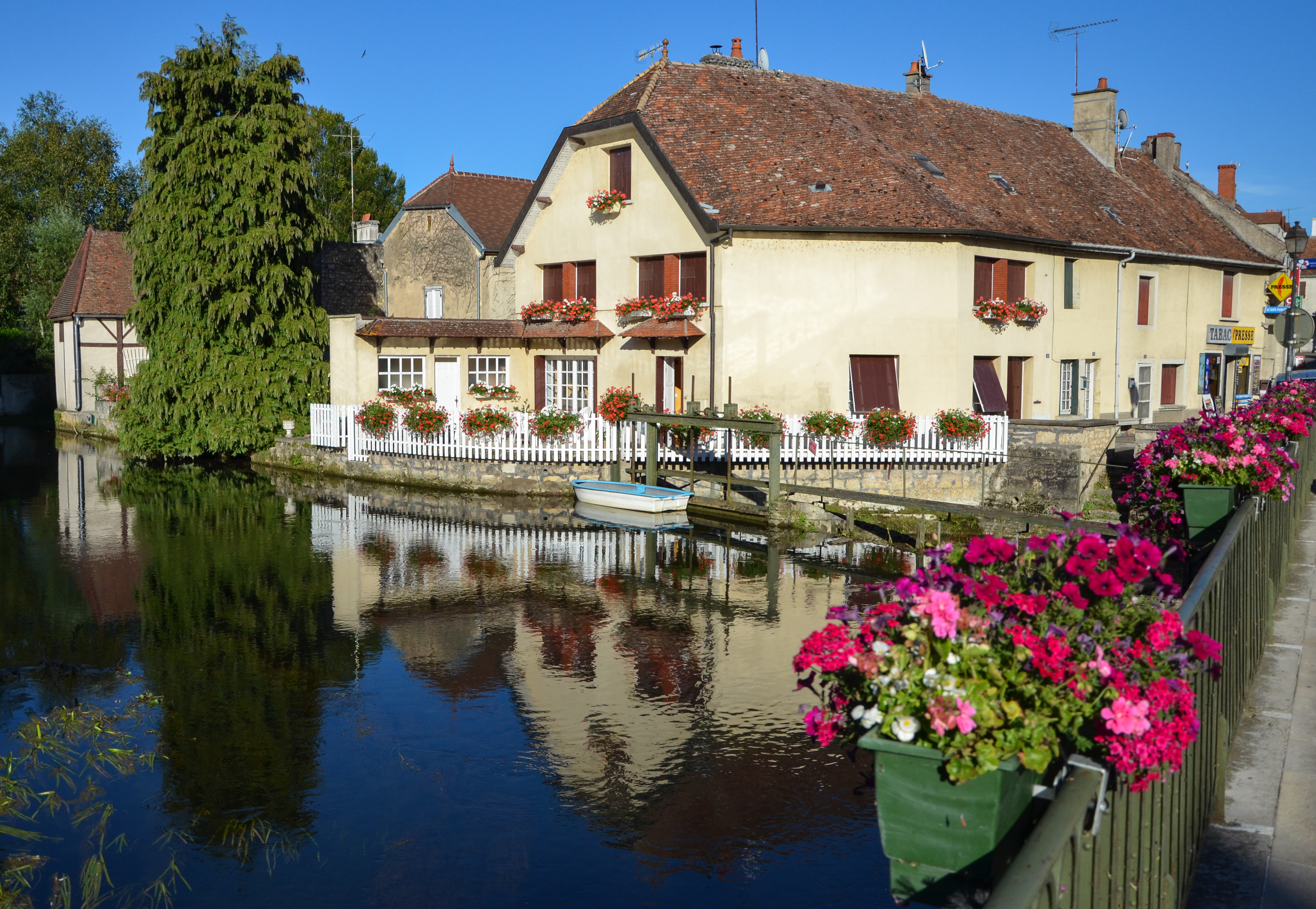
À Mirebeau-sur-Bèze.
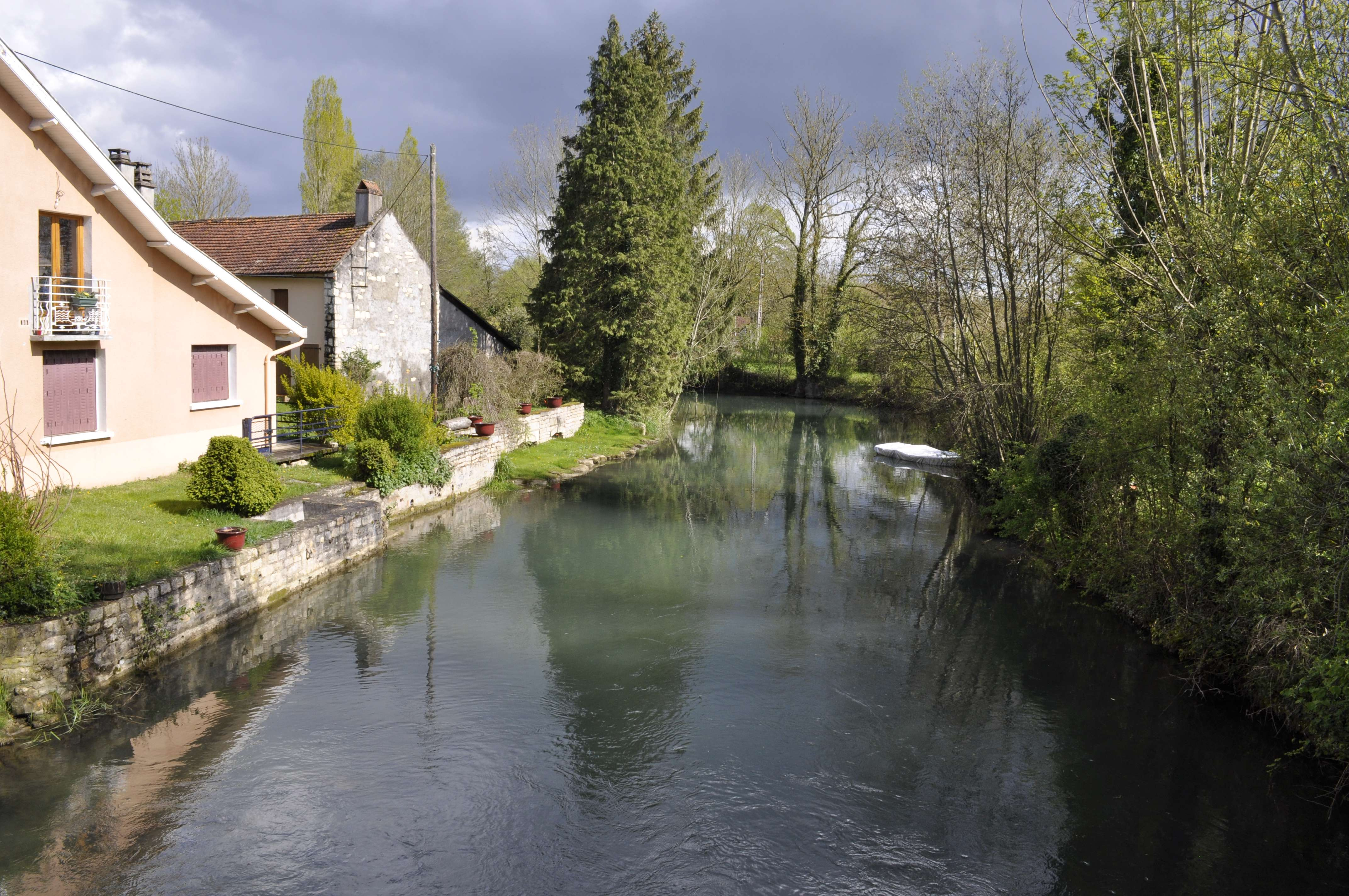
À Marandeuil.
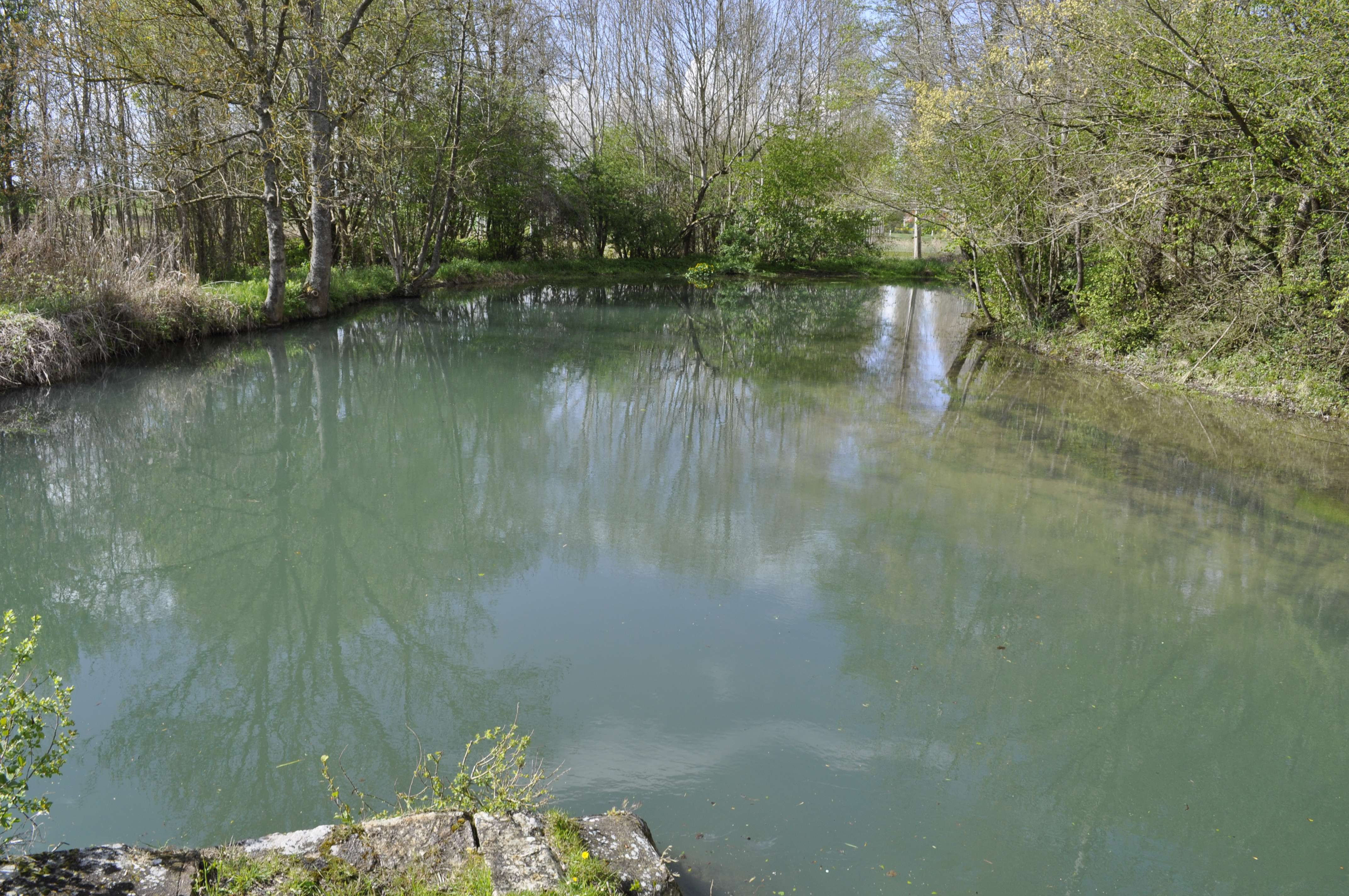
À Drambon.
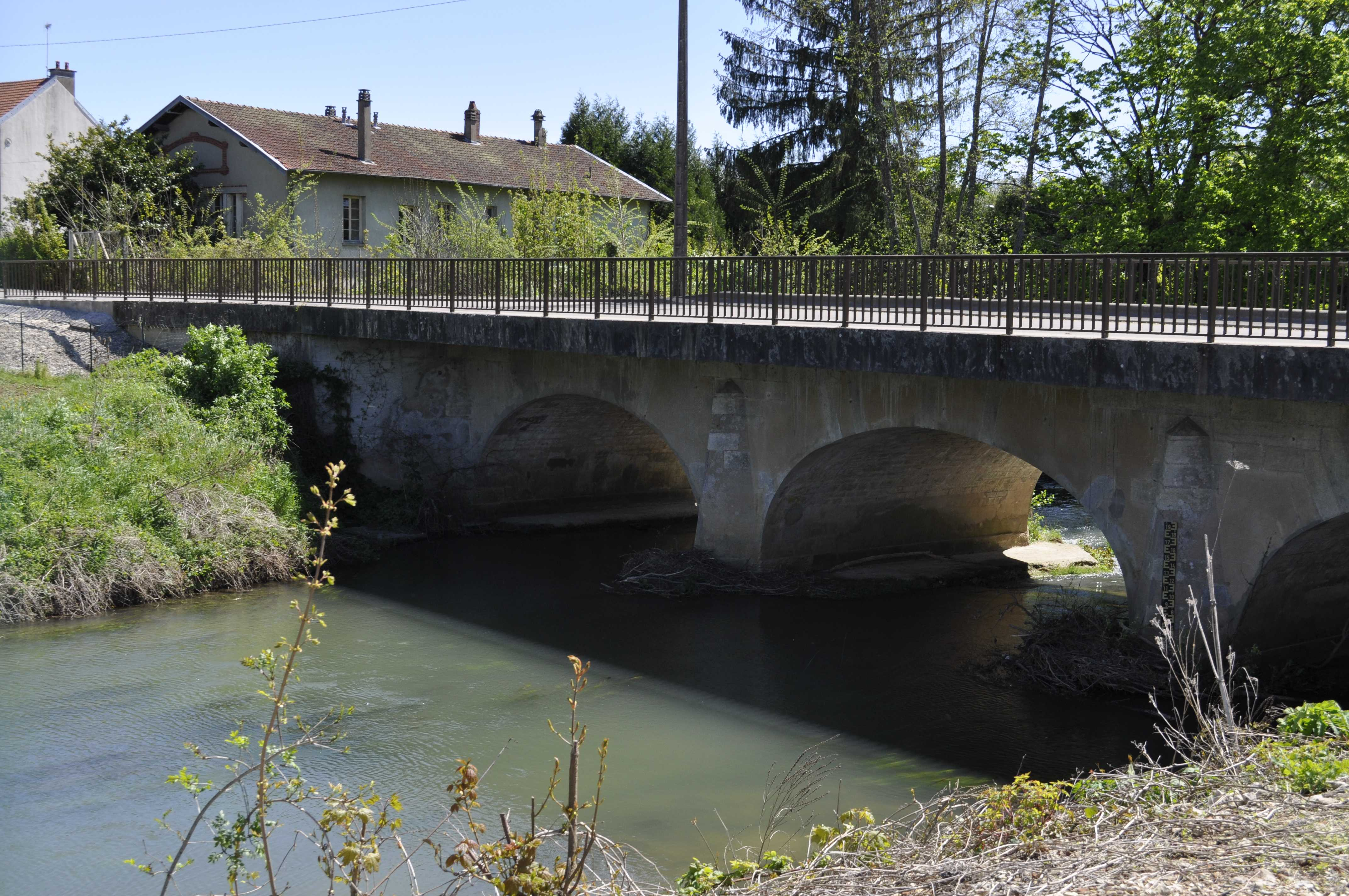
Quelques mètres avant qu'elle n'entre sur le site de la Poudrerie nationale de Vonges.
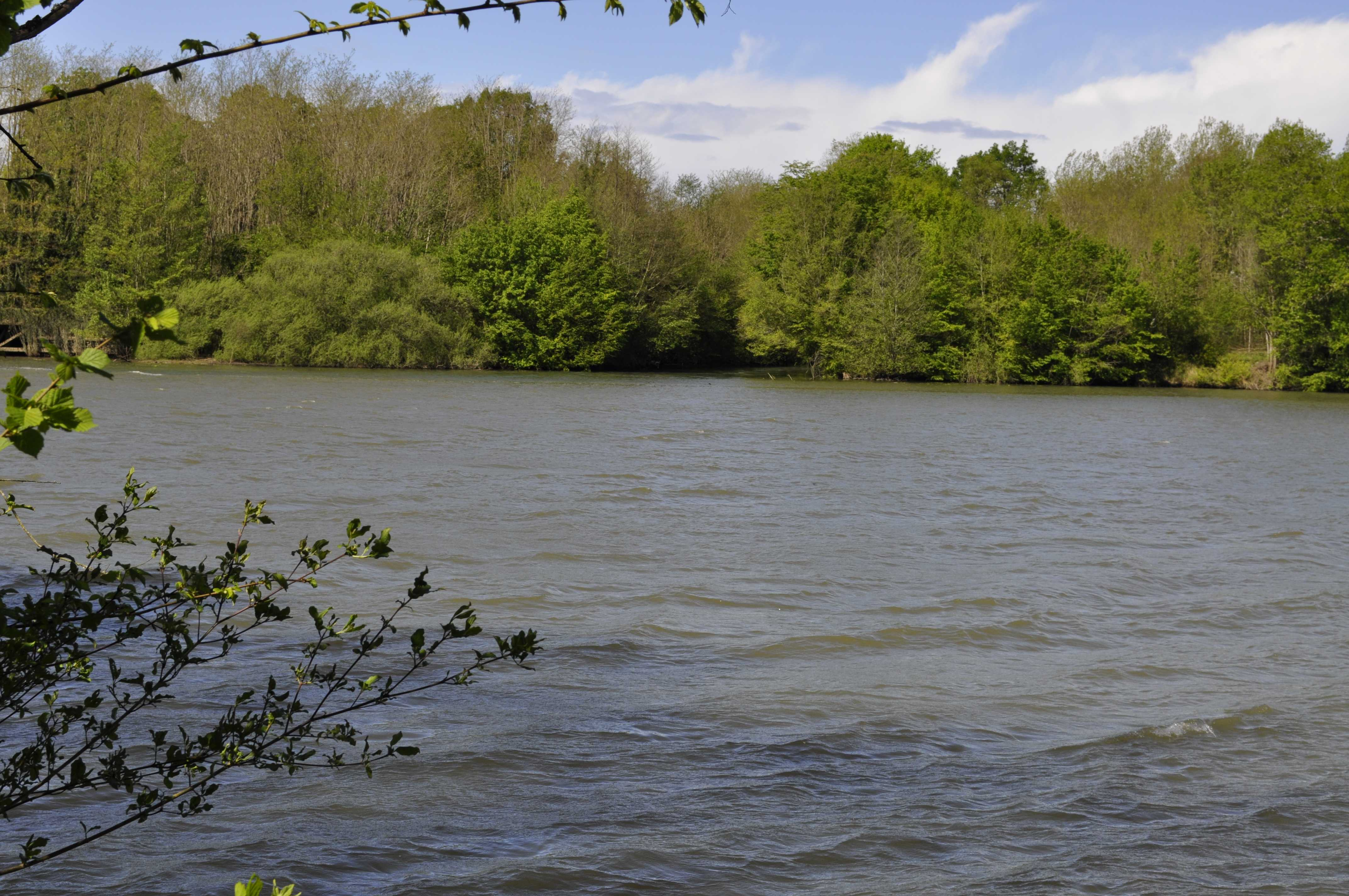
La Bèze se jette dans la Saône entre Pontailler-sur-Saône et Vonges.

Le bassin versant traverse sept cantons et sept communautés de communes, soit au total 41 communes. 16 861 habitants, soit une densité de 33,7 hab/km sont concernés. Cinq communes comptent plus de 1 000 habitants sur le bassin : Mirebeau-sur-Bèze, Belleneuve, Arc-sur-Tille, Pontailler-sur-Saône, et Lamarche-sur-Saône.
À Charmes, « pays des sources, fontaines et fossés d'eau » du bassin versant de la Bèze, l'eau est à fleur du sol si bien que les habitants de la région nomment l'endroit le « vivier ». Il s'agirait en réalité des douves d'un ancien château. Là, la Bèze est alimenté à un petit cours d'eau, le Gailloux. Une légende raconte qu'un habitant de Bézouotte, trompé par l'obscurité et éméché, y a plongé avec sa bicyclette.
À Savolles, et même si la Bèze ne croise pas le territoire de cette commune, une réserve d'eau en cas d'incendie a été constituée sur la ligne de crête entre la Bèze et l'Albane, comblée dans les années 1950 lors de l'érection du château d'eau.

#### Vallée de l'Albane

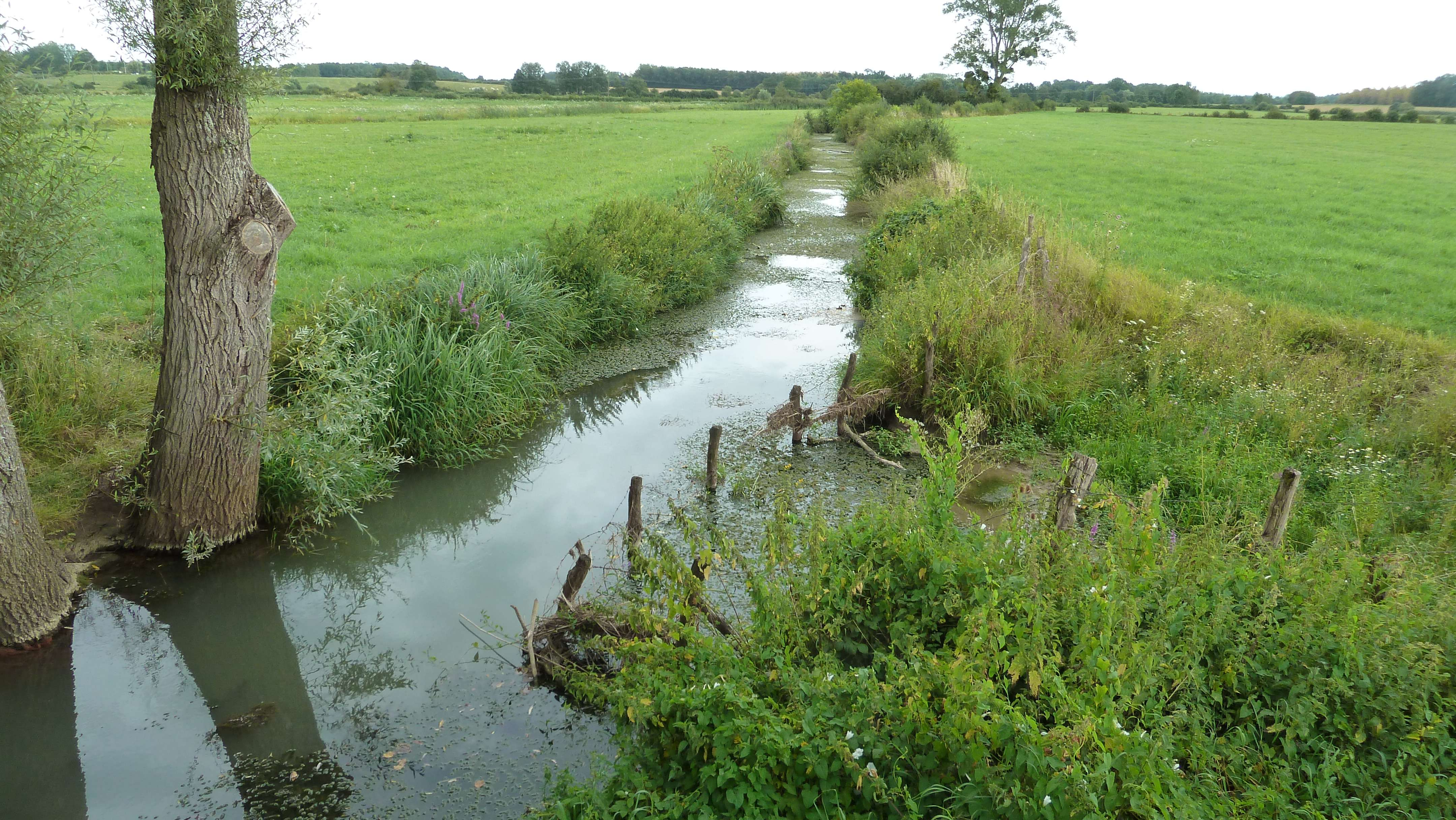
L'Albane à Saint-Léger-Triey, en direction de Vonges. Le cours d'eau rejoint la Bèze à 1.069 km plus au sud-est.

La vallée de l’Albane (ou « Albanne » selon Badin et Quantin en 1847) présente un contexte argilo-marneux.
L’Albane prend sa source au lieu-dit « La Ferme de l’Albane » dans la commune de Magny-Saint-Médard et s'écoule sur 17 km avant de rejoindre la Bèze à, Saint-Léger-Triey, à quelques kilomètres avant la confluence avec la Saône.
Elle traverse les communes de : Magny-Saint-Médard, Savolles, Belleneuve, Binges, Trochères, Étevaux, Marandeuil, Drambon, Saint-Léger-Triey, Pontailler-sur-Saône et Lamarche-sur-Saône.

#### Activités économiques et touristiques

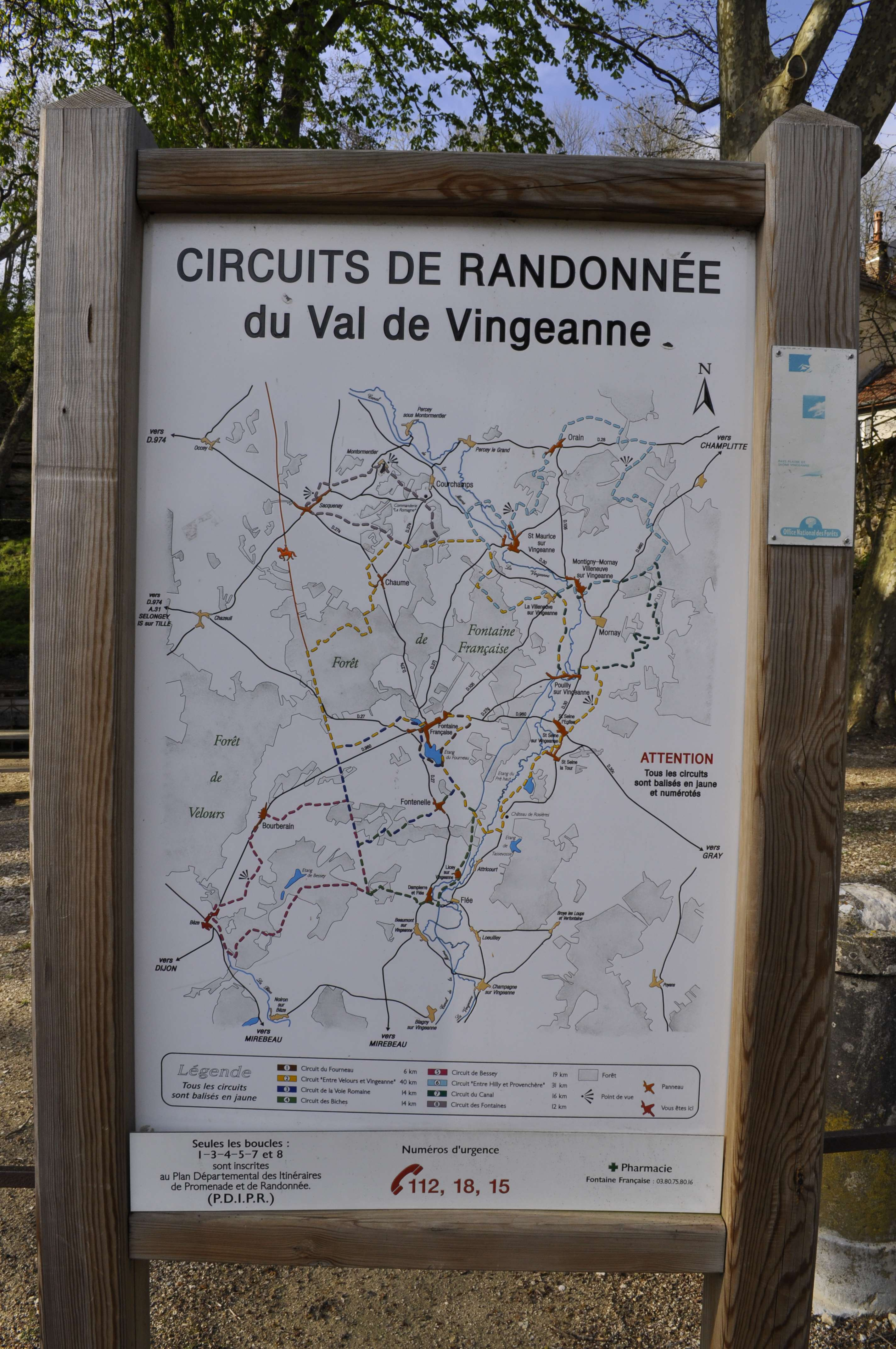
Sentiers pédestres autour de Bèze.

Les trois quarts du bassin versant abritent des parcours d’AAPPMA (au nombre de sept). La pêche est cependant une pratique en déclin et la principale activité pratiquée par ces associations est le rempoissonnement. La pisciculture se pratique au niveau des nombreux étangs artificiels présents sur la Bèze : l’étang de Bessey, l’étang de Noiron, l’étang Rougeot, l'étang de Drambon et l'étang à Marandeuil en dérivation du cours principal ainsi que, sur l’Albane : l’étang de Bouques, l’étang Pierre, le Grand Étang, l’étang Maladière et l’étang de la Bergerie. La production hydroélectrique demeure anecdotique : seule une turbine existe au niveau du déversoir de décharge, à Drambon.
L’activité touristique est particulièrement présente sur les communes de Mirebeau-sur-Bèze et de Pontailler-sur-Saône, toutes deux stations vertes de vacances. Des sentiers pédestres, faisant partie du circuit du Val de Vingeanne, permettent de découvrir Bèze et ses environs.

## Occupation humaine

### Au Paléolithique

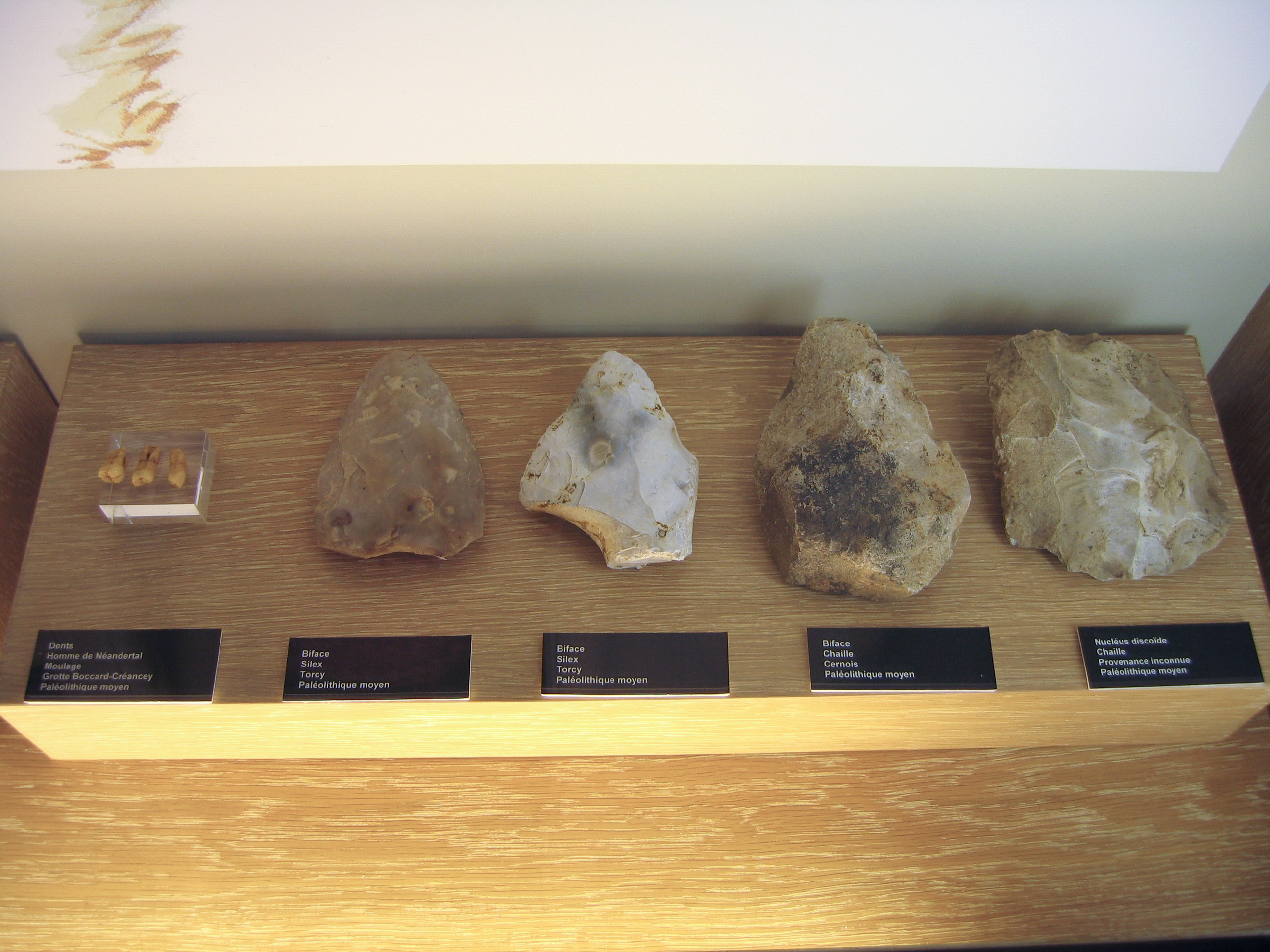
Exemples de bifaces découverts en Bourgogne, de type similaire à ceux mis au jour à Bèze (Musée archéologique de Dijon).

Le site de la Roncière, à Bèze fait l'objet de nombreuses prospections. Des vestiges allant du Paléolithique ancien/moyen au Gallo-Romain y ont été découverts, et notamment des nucléus à lamelles (bloc de pierre débité pour produire des éclats ou des lames) de type « Orville », attestant une occupation du site au cours du Magdalénien moyen. Deux autres occupations, l'une à l'Aurignacien, l'autre au Périgordien supérieur, semblent se distinguer.
Des restes d’animaux préhistoriques sont présents à l’entrée de la grotte de la Crétanne, tels que des dents de mammouth, des restes de rhinocéros laineux et d'hipparion.

### Le site antique de Mirebeau-sur-Bèze

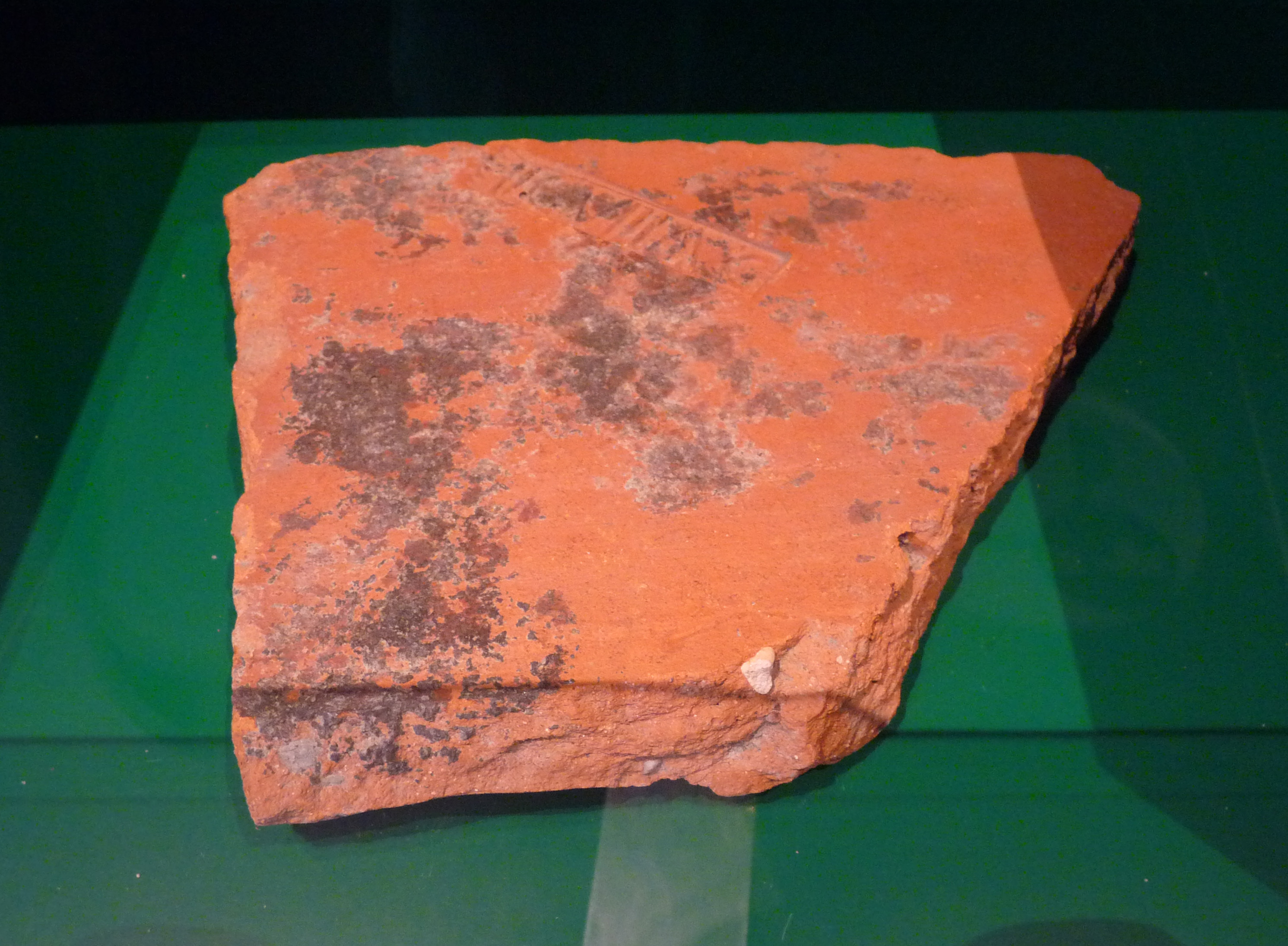
Exemple d'une tuile fabriquée par les légionnaires de la VIIIe Légion Augusta campant à Mirebeau (ici, l'objet a été retrouvé à Strasbourg).

Mirebeau-sur-Bèze est situé en zone lingonne, en pleine convergence des frontières éduenne, lingonne et séquane ; la ville se situe en effet sur un axe important du réseau de voies de l'Est de la Gaule. Les découvertes archéologiques récentes font apparaître qu'un sanctuaire celtique et gallo-romain à Mirebeau est installé depuis la fin du IVe siècle av. J.-C. en limite de plusieurs territoires et qu'« il est intégré dans un pôle d'occupation associé à un habitat »,. Découvert en 1973 par René Goguey à la suite de prospections aériennes, le site a été fouillé de 1977 à 1982 lors de la construction d'un collège. De nouvelles fouilles, menées par J.P. Guillaumet de 1983 à 1986 ont permis de mettre au jour des vestiges laténiens. En 2001 et 2006, de nouvelles recherches ont permis d'estimer la surface totale du site à 9 000 m2. Plusieurs périodes d'occupation ont pu être distinguées : La Tène B2-C1, La Tène 2DB Auguste précoce, les années 1940-70 et la période flavienne (durant laquelle un aqueduc est construit). Il apparaît que l'évolution de ce sanctuaire a été influencée par la présence militaire romaine : un premier camp, lors de la guerre des Gaules (58-40 av. J.-C.), a d'abord défendu le site sacré alors qu'un second, à l'est de l'agglomération antique a accueilli la VIIIe Légion Augusta, cette fois lors de la Pax Romana, cantonnée là de 70 à 90 ap. J.-C. en raison de troubles survenus chez les Lingons,.

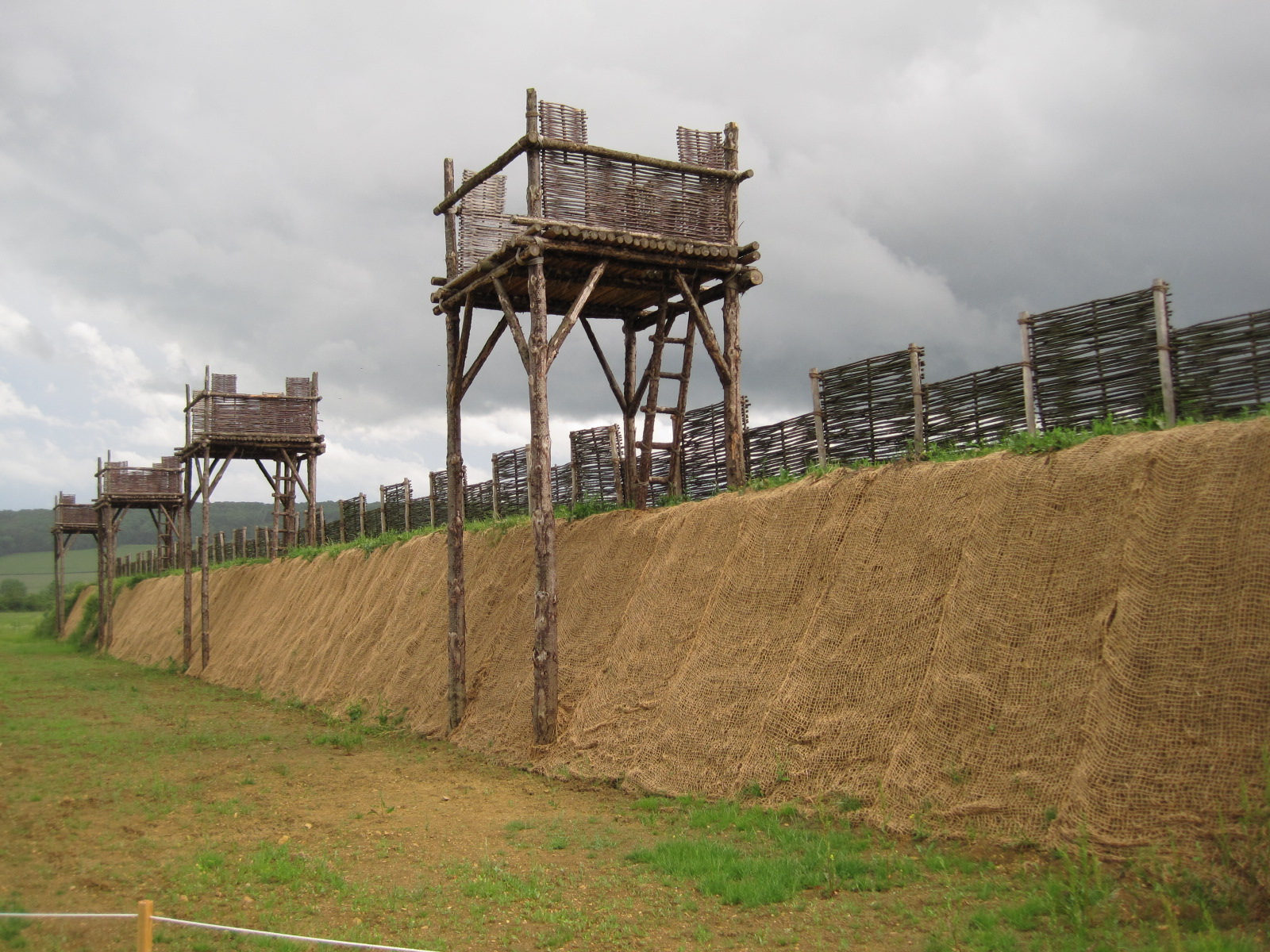
Exemple de fortifications défendant un camp romain comme celui de Mirebeau (ici, reconstitution d'une portion d'enceinte au MuséoParc d'Alésia).

Le camp romain de Mirebeau-sur-Bèze mesurait 580 m sur 390 m et avait une superficie de 22 ha. Il pouvait abriter les 5 500 soldats de la légion VIII Augusta. De nombreuses infrastructures ont été retrouvées : des logements, un hôpital, des entrepôts, un atelier, un forum et des thermes, ainsi que des tuiles estampillées. L’enceinte était imposante et composée de fossés-talus puis d'un rempart en terre, bois et pierres. Des portes monumentales canalisaient les passages.
Par ailleurs, le méandre de la Bèze porte des traces d’aménagement : « la partie amont est élargie, formant une sorte de canal. La rive convexe n’a pas été attaquée par l’érosion, comme elle aurait dû l’être normalement ». De plus, le 4 juillet 1967, des missions de photographies réalisées par les Mirage III de la 33e Escadre de Reconnaissance ont mis au jour des berges en friche et une ligne droite évoquant le mur d’un quai. Il semble que l'ensemble forme un « véritable canal, tout à fait accessible à la navigation fluviale antique, certainement destiné à approvisionner la VIIIe légion en stationnement à Mirebeau. » La Bèze devait alors être utilisée pour « la descente du blé réputé des Lingons expédié à Rome, Mirebeau étant, comme Lux, au centre de vallées et de plateaux fertiles. Par ailleurs, la Bèze est jalonnée de sites tels qu’un ensemble de petits bâtiments au lieu-dit « La Venelle », deux enceintes apparemment protohistoriques sur la rive gauche. »

### Moyen Âge

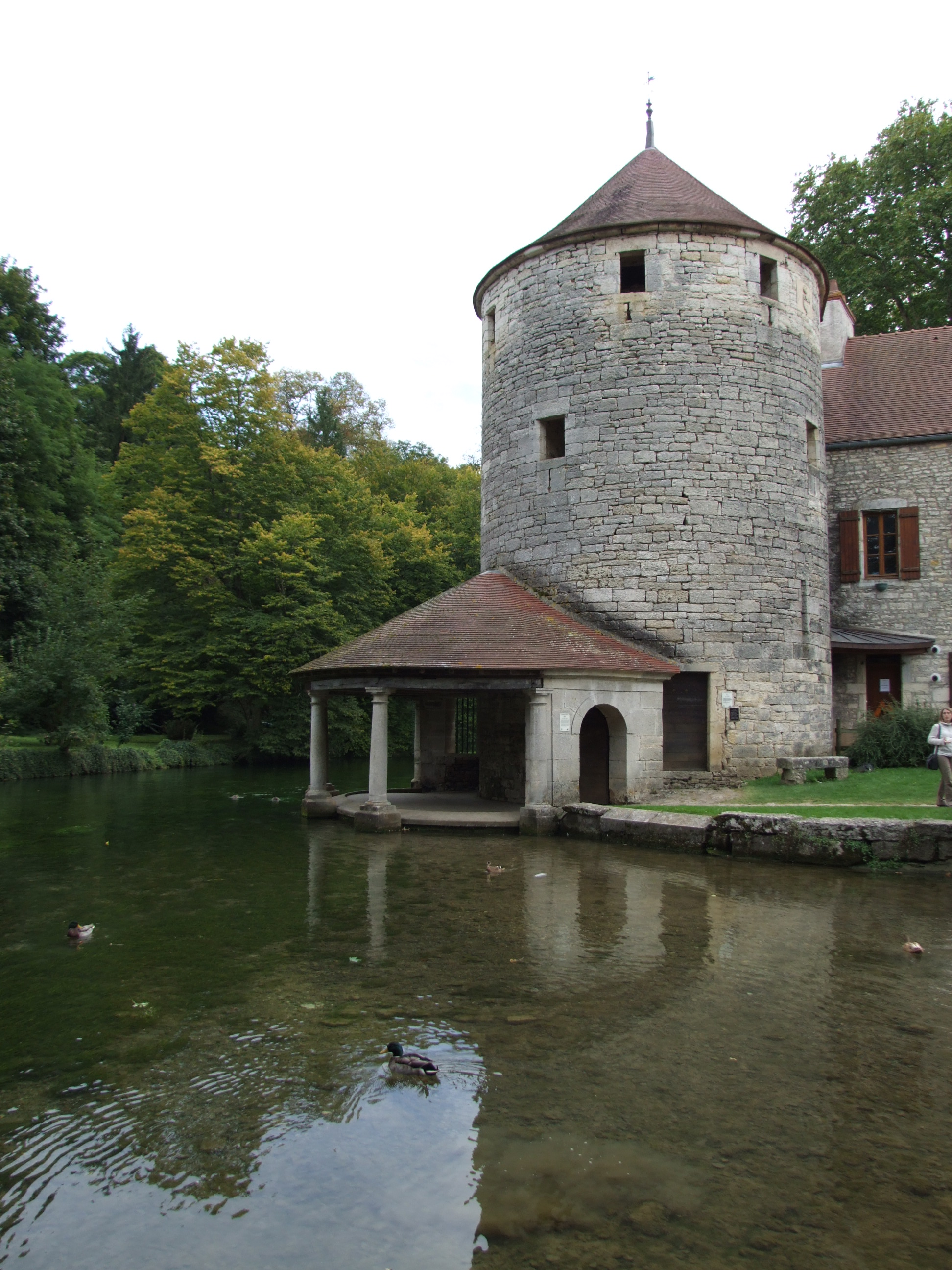
La tour d'Oysel à Bèze, l'un des vestiges de l'ancienne abbaye, domine la rivière.

L'abbaye bénédictine Saint-Pierre de Bèze a été fondée en 630. Elle a accueilli le pape Pascal II en février 1107. Le bourg de Bèze appartient alors à la province de Champagne. Au VIIIe siècle, le site se nomme alors « Fons Besue » (« fontaine de Bèze » en latin). La Chronique de Bèze (premier tiers du XIIe siècle) raconte les débuts de l'abbaye sur un site n'était alors pas occupé par l'homme : Arnanger, le duc d'Atuyer donna à son fils Gandelin l'ordre d'y fonder un monastère. La Chronique raconte :

« il trouva un lieu entre Saône et Tille, où jaillissait une rivière importante appelée Bèze, aux eaux très limpides, potables et riches en toutes sortes de poissons. Cette rivière n'était pas comme les autres qui le long de leur cours augmentent en recevant des ruisseaux ; dès sa source, elle est une grande rivière. On y trouve toutes sortes d'herbes qui peuvent servir d'aliments en cas de disette… La terre est assez bonne et porte des fruits abondants pour peu qu'on la cultive. Les prés sont assez gras ; on y peut élever des troupeaux. Des forêts entourent ce lieu ; elles suffisent pour fournir le bois de construction et tout ce qui est nécessaire à l'homme. »

En 883, l'abbaye accueille en des reliques du martyr saint Prudent, dont le culte est important à Bèze aux X, XI et XIIe siècles. Selon Solange de Montenay, en 888, la grotte a servi d'abris aux habitants de Bèze ainsi qu'aux moines de l'abbaye traqués par les Normands.
En 1680, l'avocat Bonyard fait une description de Bèze :

« Quoique Bèze soit dans une assiette fort basse, l'air qu'on y respire ne laisse pas d'y être fort sain, pur, subtil, libre et fort tempéré à raison de la fraîcheur de l'eau de la rivière. (…) À trente pas du bourg de Bèze sort du pied d'un mont avec murmure, une agréable source d'eau vive et claire, partagée en trois bouillons, d'un creux dont la profondeur ne peut être sondée, laquelle source jaillit avec tant d'impétuosité qu'en temps d'hiver ou de pluie, elle fait rejaillir ses eaux en ligne perpendiculaire jusques à près de vingt pieds de hauteur (environ 6 m). Cette source est remarquable par les belles et célèbres truites qui s'y trouvent et que l'on admire avec plaisir s'égayer dans ses bouillons. Ce sont des poissons friands au goût et d'un prix considérable. (…) Il sort de cette source une rivière, qui donne ou reçoit son nom du bourg de Bèze qu'elle arrose (…) ses eaux font travailler des martinets, forges et papeteries, moudre plusieurs moulins. (…) Le terroir est fertile à toutes sortes de bons fruits (…) Il abonde particulièrement en seigle, orge, avoine, légumes et dans les terres d'élite, il y croît de très bon froment. Les vignes y produisent un bon vin (…) Les mines de fer se trouvent en plusieurs endroits du territoire de Bèze. »

Bèze possède également un château ceint de murailles et de fossés à fond de cuve, ainsi que d'un pont qui joint les deux parties de la rivière.

### Période moderne

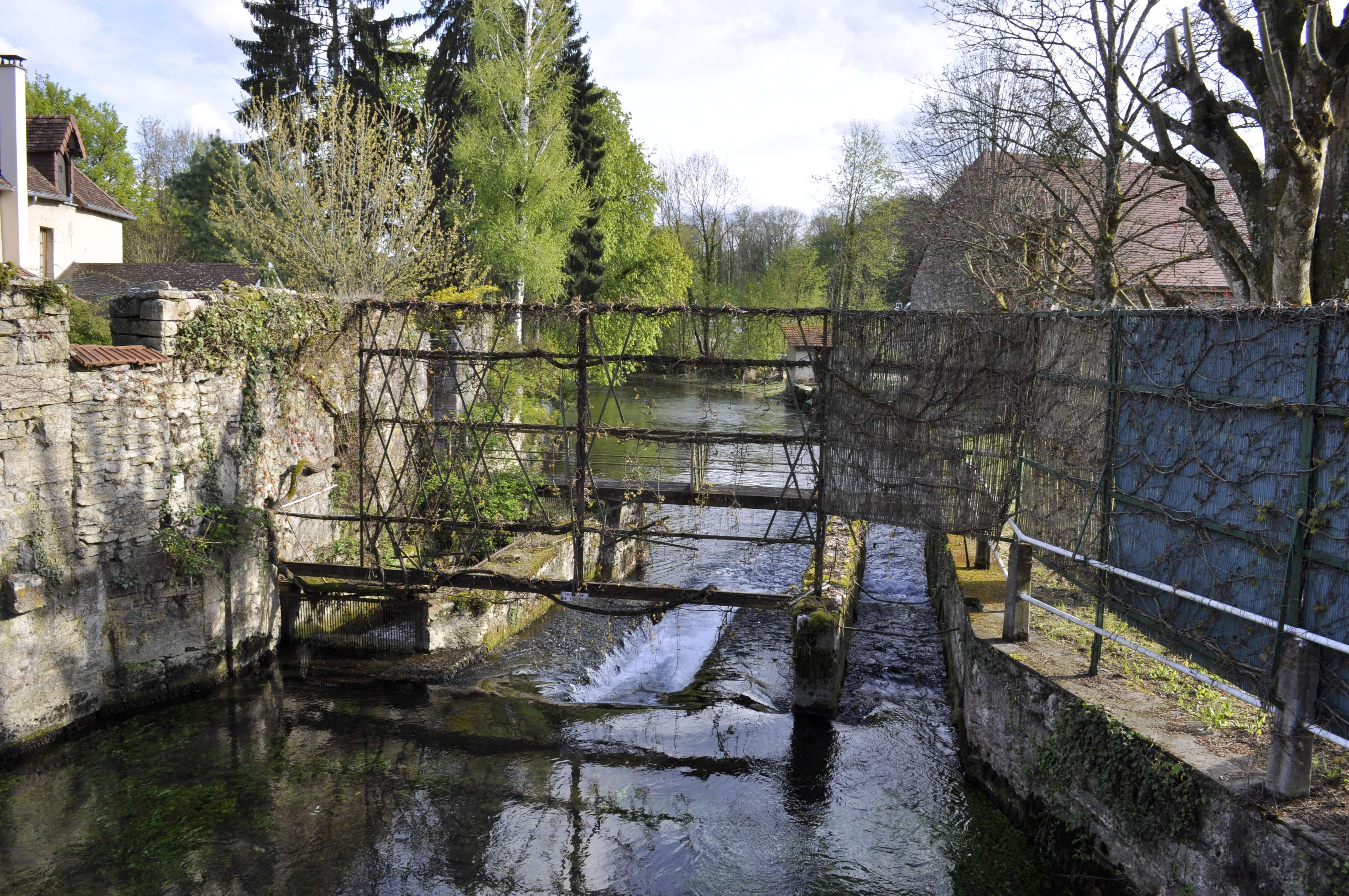
Ancien barrage hydroélectrique à la sortie de Bèze (ferme de Belle-Isle à Bèze, direction Mirebeau-sur-Bèze).

#### La Bèze, élément central de la Poudrerie nationale de Vonges
L'histoire de la poudrerie nationale de Vonges est liée à celle de la Bèze. En effet, le 15 juillet 1753 M. Emmanuel Piche, fondateur de la compagnie, achète, moyennant rente perpétuelle, le pré du Foullot d'une superficie de trois hectares et 40 ares ainsi qu'une portion de la rivière pour y installer des moulins à poudre. Le village compte en effet, dès 1775, selon l'abbé Courtépée un important site de production de poudre : « Deux moulins à poudre sur la Bèze à 24 pilons et 24 mortiers chacun qui font en 21 heures 960 livres de poudre. Un troisième moulin entre les deux appelé lissoire pour raffiner la poudre. Ces moulins ont sauté quatre fois en 23 ans. » Le site a exigé, dès 1716, une modification du plan d'eau de la Bèze afin de convenir aux besoins industriels. Un important incendie en 1839 nécessite un réaménagement puis des travaux, en 1840 et 1841, ont permis la création de nouveaux biefs de forme circulaire et l'installation de moteurs hydrauliques. Une ordonnance royale du 29 avril 1841 réglemente l'utilisation de l'eau à la poudrerie de Vonges. Elle règle le niveau du grand déversoir de l'ancien moulin de Vonges, celui du petit déversoir de la poudrerie et fixe les dimensions des vannes de décharge,.
À la suite des importants travaux d'aménagement commandés, et en raison de nombreuses plaintes de riverains concernant les fréquentes inondations transformant en marécages insalubres les prairies avoisinantes de la poudrerie, le 23 janvier 1848 naît, par ordonnance de nouveau, le Syndicat de la Bèze. Il a pour but de « prévenir les débordements de ce cours d'eau »,. Les premiers travaux qu'il effectue concernent l'endiguement du canal de fuite de la poudrerie, creusé pour être substitué à l'ancien lit sinueux de la Bèze. Des polémiques s'élèvent alors concernant le curage et l'entretien de la vieille Bèze entre les riverains de sa rive gauche et la poudrerie. Les premiers demandent des indemnités. Le 26 juin 1928, une plainte visant la poudrerie de Vonges est déposée par les communes riveraines de la basse Bèze concernant les inondations. Depuis, le syndicat, qui se réunit une fois par an, est composé de 14 communes et compte 28 membres, deux par commune, choisis parmi les conseils municipaux. La cotisation est payée par quelque 500 propriétaires, dont la poudrerie nationale de Vonges.

#### Désindustrialisation de Bézouotte

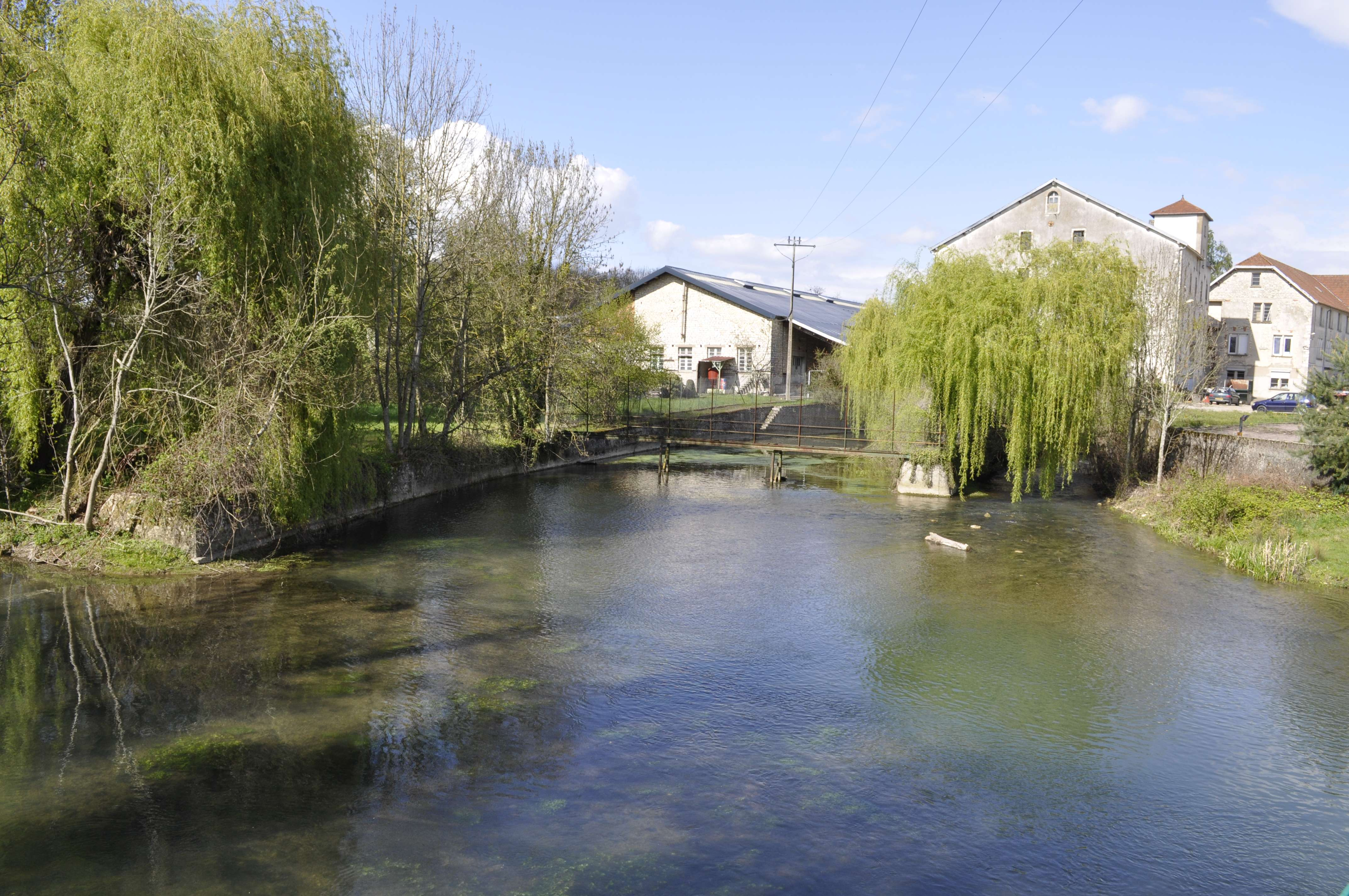
Chute d'eau à Bézouotte, ancien emplacement de la forge.

La forge et le fourneau réputés de Bézouotte disparaissent en 1860, ruinés par la concentration industrielle et la politique de libre-échange de Napoléon III. Une vingtaine de métallurgistes quitte le village. Vers 1870, des moulins sont édifiés sur les emplacements de la forge et du fourneau, mais ils n'ont fonctionné qu'une dizaine d'années. La culture du houblon a en effet été intense à la fin du XIXe siècle, mais elle a considérablement diminué ensuite. De plus, plusieurs incidents, dont un incendie majeur, mettent fin à l'activité. En 1883, le pont dit de Cuiserey, est construit sur la Bèze. La même année voit la Bèze et sa région touchées par une « terrible sécheresse ». Vers 1900, M. Ratter fait équiper la chute d'eau de la forge d'une turbine qui alimente Pontailler en triphasé.

#### Moulins de Mirebeau-sur-Bèze
Un moulin muni de dix paires de cylindres et d'une paire de meules est en action à Mirebeau-sur-Bèze ; c'est l'un des plus importants de la région : il peut broyer cent sacs de blé par jour. Deux passerelles métalliques permettent aux ouvriers qui œuvrent au stockage des céréales broyées dans des entrepôts situés sur l'autre rive d'enjamber la rivière. Depuis 1900, une turbine de 30 CV installée à côté du moulin permet de produire l'alimentation électrique du village tout entier. En 1903, le bateau-lavoir couvert, situé rue des Moulins, est vendu par la commune.

### Patrimoine bâti à l'eau

#### Patrimoine culturel

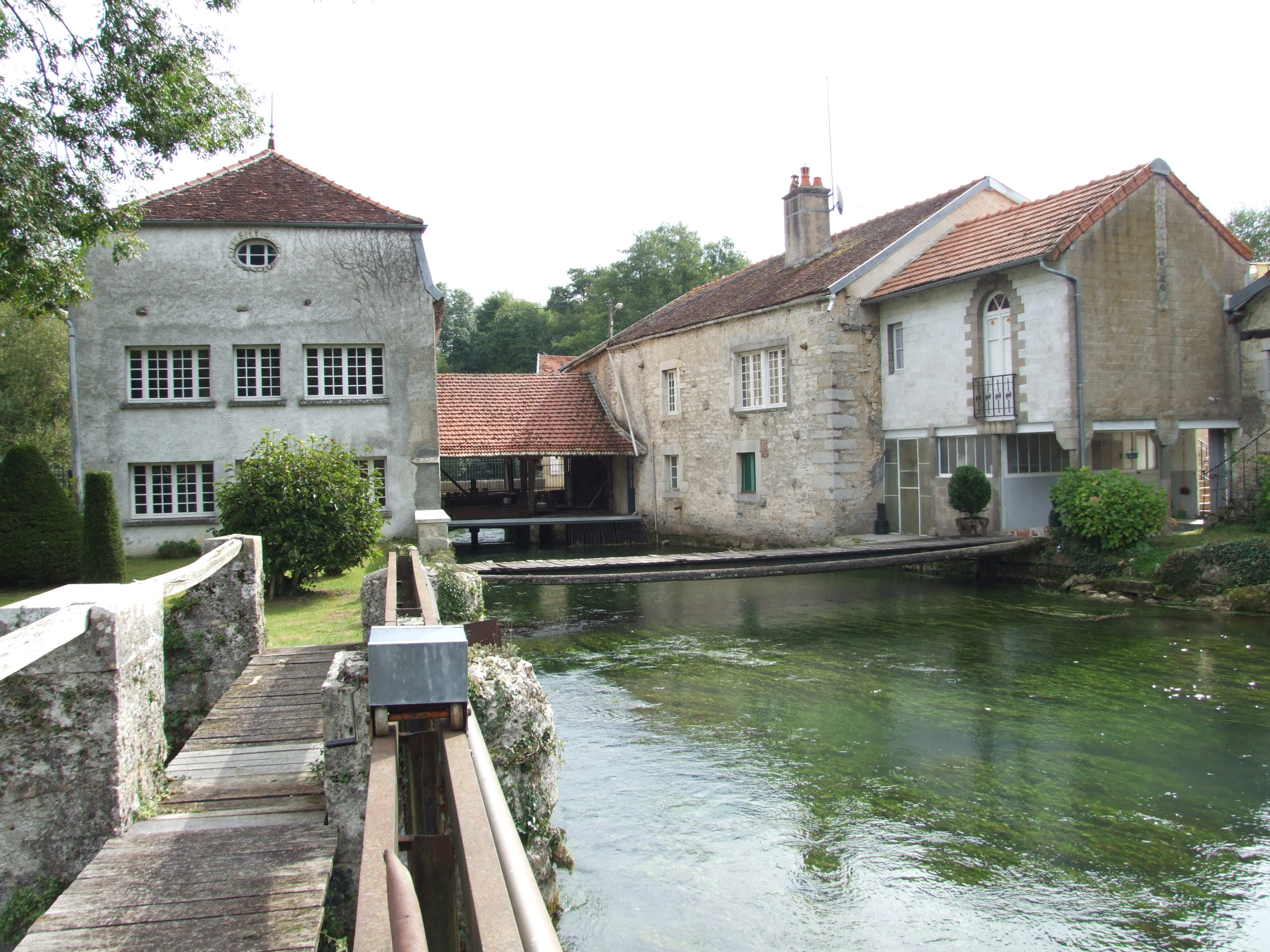
Ancien moulin et haut-fourneau de Noiron-sur-Bèze, dont l'activité a cessé en 1858.

Le patrimoine bâti à l'eau est divers. Des lavoirs sont présents sur tous les villages traversés par les cours d’eau constituant le bassin Bèze-Albane. Certains sont encore utilisables avec de petites vannes. Les constructions demeurées intactes de l'ancienne abbaye Saint-Pierre de Bèze, y compris son lavoir, représentent un important patrimoine classé monument historique inscrit récemment (en 2010). À Mirebeau, un château, duquel subsistent deux tours et une partie des murailles, ainsi que des traces de remparts de la ville, se situent le long de la Bèze.
De nombreux ouvrages hydrauliques ponctuent le cours de la Bèze et de ses affluents, mais seuls deux ont encore une utilité économique : celui de l'usine de Drambon et celui de la Rente de l’Albane à Belleneuve.

#### Anciens sites industriels

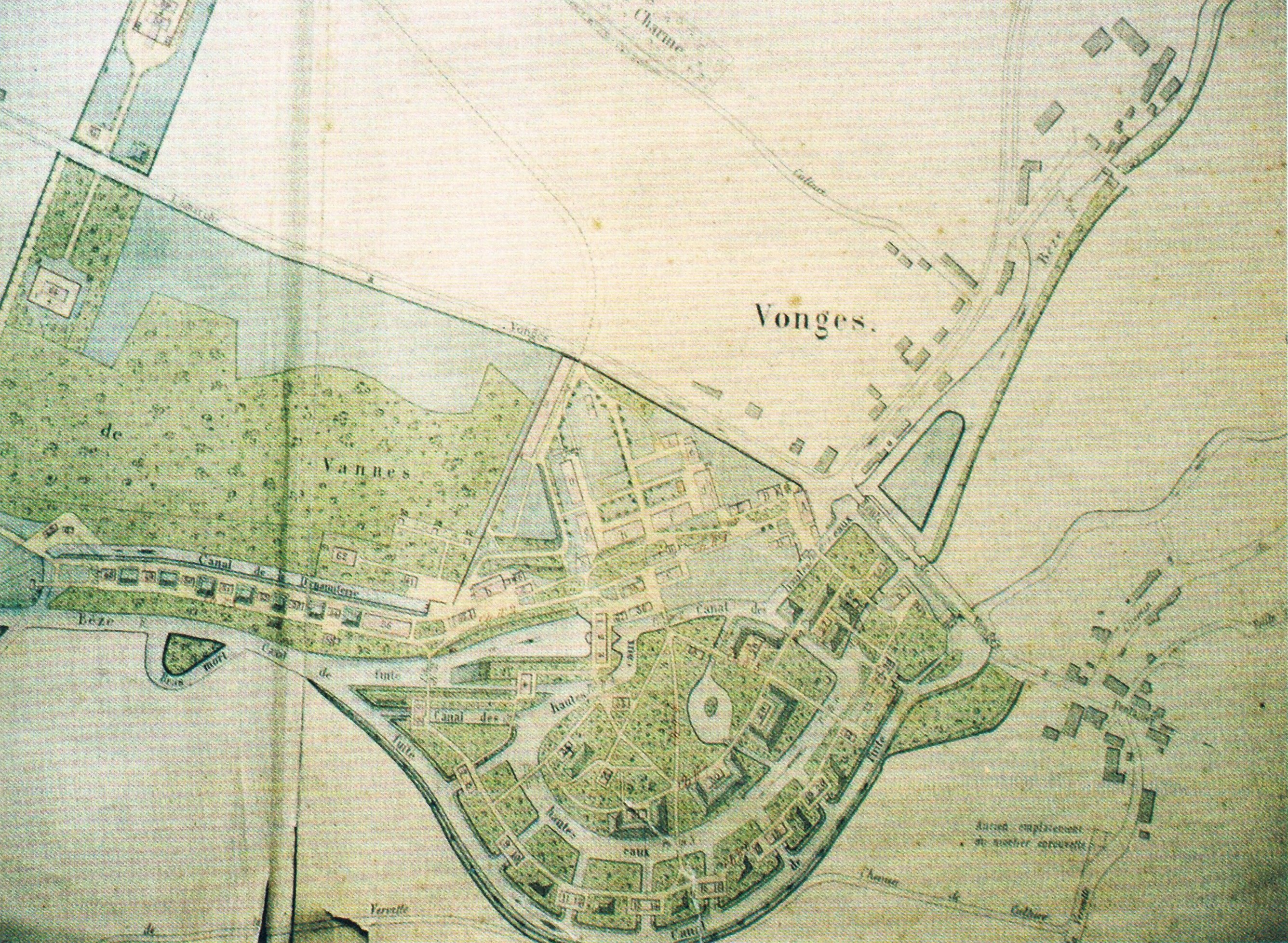
Plan de la poudrerie nationale de Vonges en 1884 montrant le réseau de canaux constitué à partir de la Bèze et qui traverse le site industriel.

Les activités de moulinage sont historiquement implantées sur les cours d’eau, mais « la Poudrerie de Vonges, construite en 1691, reste un des sites historiquement emblématique du bassin Bèze-Albane ». « Les anciens sites industriels sont assez dispersés sur le bassin et concernent essentiellement des anciennes forges, ou encore des décharges communales d’ordures ménagères. » Un recensement des sites a été effectué à l’échelle de la région Bourgogne dans le cadre d’un programme national mené par le BRGM. Cependant, deux études, du SRAE en 1981, lors de la mesure des débits de la Bèze, et à l’époque de la construction du « canal des marais » (une dérivation permettant d'irriguer des cultures à Drambon), dans les années 1830 ont permis d'enrichir ou de confirmer la carte des industries disparues. Les plus grandes concentrations sont observées à Pontailler-sur-Saône et à Mirebeau-sur-Bèze (présence d'une ancienne distillerie). Des décharges ont également été recensées à Bèze, Viévigne, Noiron-sur-Bèze, et Cirey-les-Pontailler. D'anciennes forges sont présentes dans la quasi-totalité des communes traversées par la Bèze et surtout à Drambon, Marandeuil, Bézouotte et Noiron-sur-Bèze. Ces sites représentent « un risque potentiel de pollution des eaux, étant donné les écrits affirmant que les maîtres des forges de Bézouotte versaient les boues de leurs patouillets directement dans la rivière. Ces pratiques auraient été assez répandues à l’époque, sur les autres forges également. À Noiron-sur-Bèze, les terres de l’îlot ainsi que celles bordant le moulin en bordure de la Bèze seraient pleines de ces résidus selon le propriétaire, puisque ces derniers auraient en partie servi à constituer l’ilôt. »

#### Sites industriels actuels
Aujourd'hui, seize sites industriels sont en activité sur le parcours de la Bèze. Parmi eux, les deux poudreries de Pontailler-sur-Saône et de Vonges sont des sites classés Seveso. D'autres industries sont soumises à autosurveillance pour les rejets effectués dans le milieu : PBI à Bézouotte, Titanobel SA (ex-Titanite) à Pontailler-sur-Saône, STPI et Nobel Explosifs France à Vonges.

### Impact anthropique

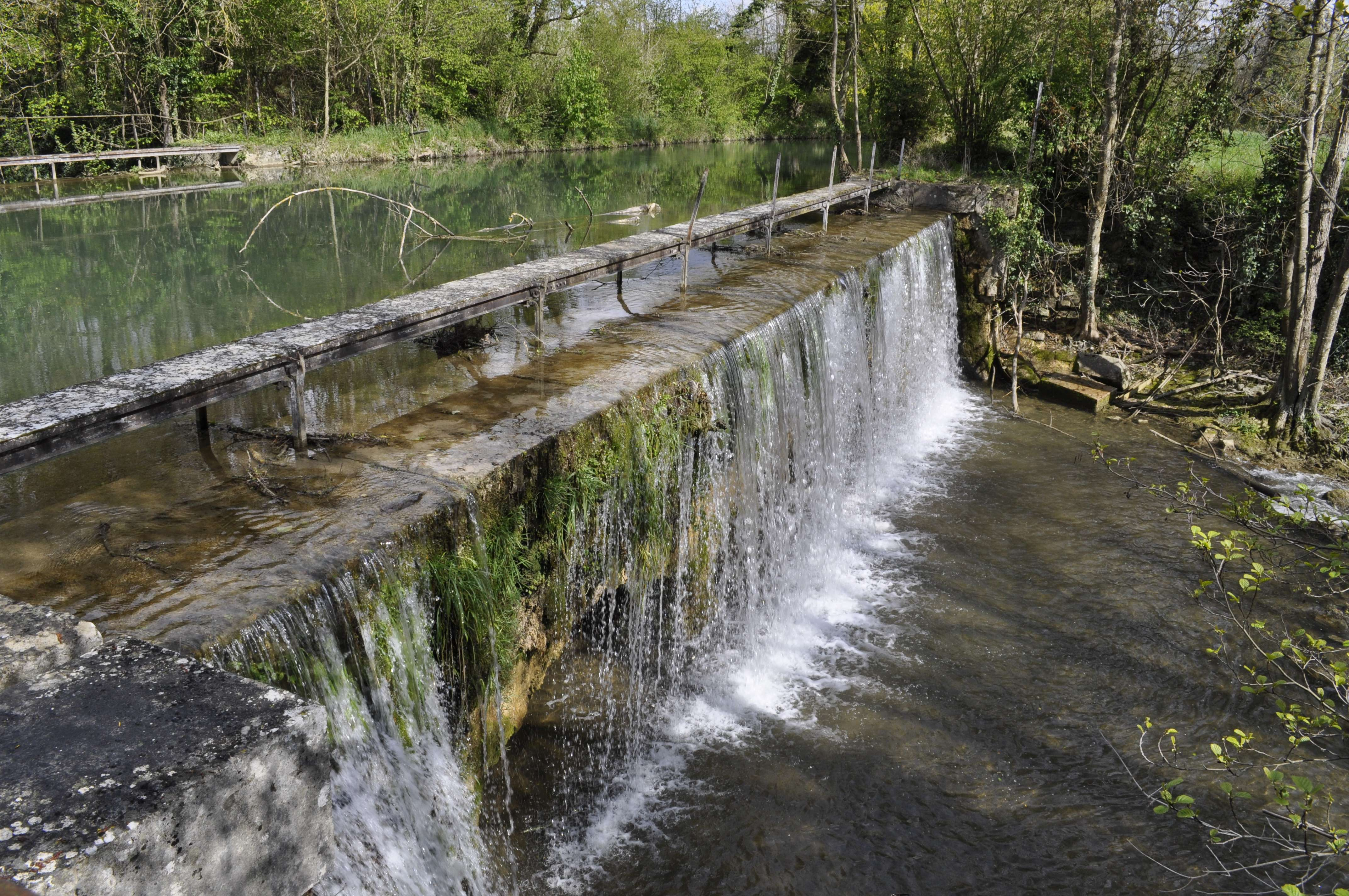
La Bèze est fortement canalisée à Drambon. Un déversoir permet d'en réguler le débit.

« Durant le XXe siècle la révolution des pratiques agriculturales a induit des bouleversements intenses et à grande échelle de l’occupation des sols dans les vallées », note l'EPTB Saône et Doubs. La plupart des zones humides de fond de vallées ont ainsi été drainées et de nombreux fossés d’assainissement et de drainage agricoles ont considérablement redessiné le réseau hydrographique du bassin versant. Toutefois la Bèze est le cours d'eau le moins affecté par les travaux de redressement de son lit, au contraire de ses affluents, l’Albane, le Chiron et le Pannecul, qui ont été aménagés considérablement, à des fins agricoles. Certaines parties de ces cours d'eau présentent une « véritable chenalisation ».

## Écologie et environnement

### Faune et flore

#### Espèces
La Truite et la « Satoille » (sans doute la Lamproie fluviatile) étaient pêchées dans la Bèze, mais aussi en Saône et dans la Vingeanne au Moyen Âge. La duchesse Marguerite de Flandre raconte en avoir dégusté en 1382-1383. En 1900, les écrevisses, qui pullulent alors et que l'on pêche à la balance, ou mieux avec un fagot d'épines garni de tripes de poulet, disparaissent brutalement, à la suite d'une mystérieuse épidémie.
Les pêches effectuées depuis 1995 montrent que les espèces les plus présentes sont : la Truite, l'Épinoche (en disparition), le Gardon (en réapparition), la Loche franche (en réapparition), la Perche soleil (en diminution), le Poisson chat (en diminution) et le vairon. À l’aval de Marandeuil, « le contexte de la Bèze est un contexte cyprinicole conforme, avec comme espèce repère le Brochet. »
L'état des lieux du peuplement piscicole du bassin versant de la Bèze-Albane est fourni par le Plan Départemental pour la Protection du milieu aquatique et la Gestion des ressources piscicoles (PDPG) qui date de 1998, élaboré par la Fédération de Pêche de Côte-d’Or. Il note que le « contexte piscicole de la résurgence de la Bèze jusqu’à Marandeuil est un contexte salmonicole perturbé, avec comme espèce repère la Truite. Seule la reproduction semble être perturbée (parmi les trois critères croissance, éclosion, reproduction). »
Les zones humides du bassin versant sont limitées aux fossés de drainage au sein desquels quelques espèces hélophytes, également installées dans les étangs fixés aux affluents de la Bèze et de l’Albane. Des roselières sont présentes en grand nombre.

#### Impacts humains

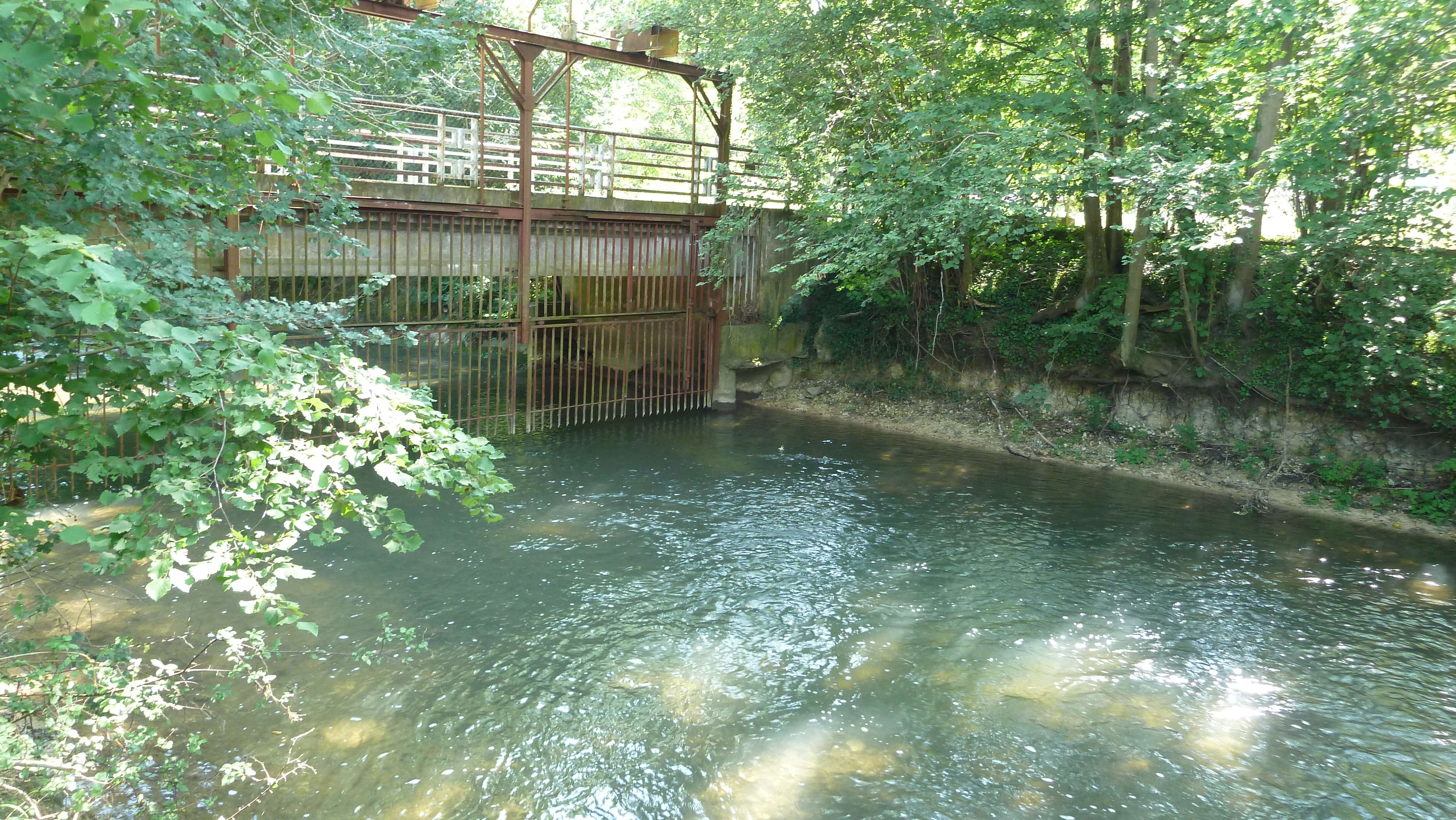
Certains ouvrages bâtis sur la Bèze affectent de manière importante les cycles de reproduction, d’éclosion et de croissance des espèces animales y vivant (ici une grille à l'entrée de la poudrerie de Vonges).

Plusieurs facteurs perturbent la faune :
- le barrage E.D.F de la Bèze perturbe la fonction de reproduction ;
- la station d'épuration des eaux usées (STEU) de Mirebeau et les rejets sauvages qui s'ensuivent affectent les trois fonctions de reproduction, d’éclosion et de croissance ;
- la présence de l’élevage perturbe la fonction de croissance sur les affluents[78] ;
- les vannages sur la Bèze perturbent la reproduction et l’éclosion ;
- la poudrerie nationale de Vonges, par ses rejets, perturbe la croissance[81].

Des programmes de repeuplement ont été effectués par l'association la Gaule de Vonges en 1986, 1987 et 1988 concernant le Brochet et la Perche, puis par l’AAPPMA locale. Le PDPG recommande une meilleure gestion des vannages, de favoriser des zones d’expansion de crues et d’améliorer le traitement des effluents de la poudrerie.
Six ouvrages hydrauliques sur les 17 identifiés du bassin versant Bèze-Albane sont « strictement infranchissables par le poisson (…) Ce constat met en évidence l’ampleur du cloisonnement biologique du réseau hydrographique principal du bassin. C’est plus de 8,5 % du linéaire de cours d’eau (soit 15 km) qui est physiquement influencé par la présence d’ouvrages hydrauliques. » L’effet de retenue créé par ces ouvrages favorise le réchauffement des eaux, le développement des algues et limite le développement des espèces animales d’eau fraîche.

### Gestion de l'eau potable
Sur l'ensemble du bassin versant de la Bèze, « 11 communes, soit 27 % de la totalité des communes n’ont pas délégué leur compétence à un syndicat. 5 syndicats sont partiellement présents : le syndicat d’Arc-sur-Tille (3 communes sur les 4 du syndicat), celui de Clénay et Saint-Julien (1 commune sur les 10 du syndicat), le syndicat Saône Ognon Vingeanne (5 communes sur les 10 du syndicat), celui de Véronnes (2 communes sur les 3 du syndicat) et le syndicat de la Basse Vingeanne (3 communes sur les 5 du syndicat). » « Le gestionnaire principal du bassin est la SAUR avec 78 % des communes du bassin représentées. 5 %, soit 2 communes, sont gérées par le SDEI, désormais Lyonnaise, et 17 % des communes ont opté pour la gestion en régie communale. » Huit captages utilisent la ressource du bassin versant et six d'entre eux concernent des sources. Les volumes prélevés (estimés) sur le bassin s'élèvent à 400 000 mètres cubes par an. Le syndicat d’eau de Magny-Saint-Médard représente à lui seul 80 % des prélèvements du bassin.

### Pollution

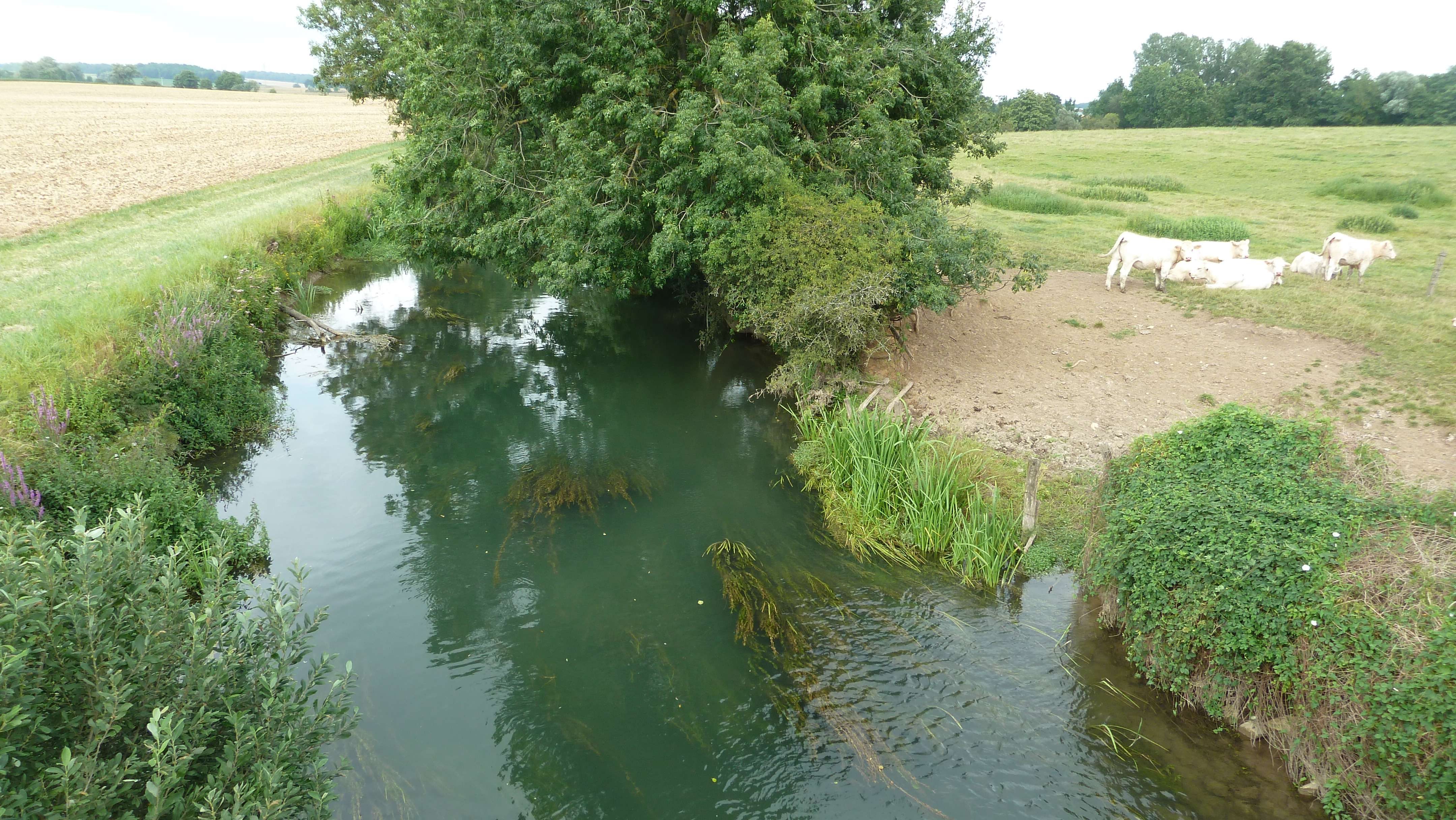
Les activités agricoles et d'élevage le long de la Bèze ont d'importantes conséquences sur la qualité de ses eaux (ici des vaches en pâture à Saint-Léger-Triey).

Neuf stations de mesure de la qualité des eaux superficielles sont localisées le long du cours de la Bèze.
L'Établissement public territorial du bassin de la Saône et du Doubs a relevé dans deux des masses d'eau du bassin versant de la Bèze une concentration en nitrates. La qualité nitrate est médiocre sur l’ensemble des stations du bassin avec un maximum en sortie de bassin. La qualité concernant les métaux (micropolluants minéraux chrome et nickel essentiellement) est moyenne, mais semble localisée aux secteurs d’anciennes forges, à Drambon et Marandeuil. La station de Saint-Léger présente une contamination en arsenic et nickel. Les activités agricoles constituent la source la plus importante en termes de pollution diffuse par les nitrates. Cette pollution « a des sérieuses répercussions au niveau des captages d’eau potable, puisque la potabilité de l’eau distribuée (…) est remise en cause. La totalité du bassin de la Bèze-Albane est comprise en zone vulnérable pour les nitrates. Ce classement vise à protéger les milieux, en l’occurrence la nappe d’accompagnement de la Saône contre la contamination par les nitrates. » Pour pallier cela, un programme de mise en place de bandes enherbées a été décidé en 2009. Depuis, une nette amélioration « quant à la qualité de l’eau et quant à la colonisation des berges par de jeunes pousses, qui tendent à faire réapparaître une ripisylve sur les berges des cours d’eau », est à noter.
Le conseil départemental de la Côte-d'Or réalise le suivi de la qualité des eaux superficielles du bassin versant de la Bèze depuis 1994 au moyen de stations de mesures contrôlées tous les deux ans.
Des dépôts d’ordures sauvages ont été observés et font l'objet d'une campagne de sensibilisation.

### Agriculture et irrigation
L’agriculture représente l’activité économique principale du bassin versant de la Bèze, « les grandes cultures intensives ayant globalement remplacé les prairies de bord de cours d’eau qui étaient pâturées ou fauchées » auparavant. Les cultures sont désormais drainées et seuls quelques agriculteurs irriguent encore leurs cultures (principalement de maïs et de pomme de terre) en s'approvisionnant dans la Bèze. Un plan d’eau à la source de l’Albane a été conçu à cette fin. « Selon les chiffres de la MISE, la consommation moyenne annuelle à usage d’irrigation sur le bassin versant est de 98 500 mètres cubes en moyenne annuelle. La quasi-totalité de ce débit est utilisé de mai à septembre, soit sur cinq mois, avec des maximums souvent observés en juin et juillet. Ces prélèvements représenteraient environ 17 % des prélèvements totaux du bassin. L’impact de ces prélèvements est jugé négligeable au vu de l’absence de modification d’écoulement de cours d’eau. »

### Assainissement
L’assainissement du bassin versant de la Bèze est géré par 23 communes, par l’intermédiaire d’une intercommunalité, représentant ainsi 56 % de l’ensemble des communes hydrographiquement concernées. Selon l'EPTB Saône et Doubs : « Lamarche-sur-Saône, Pontailler-sur-Saône et Vonges se tournent sur la Saône, qui constitue alors le milieu récepteur aux rejets, Vonges étant raccordée à une des stations de traitement de Pontailler-sur-Saône. 16 communes ne possèdent pas d’installations de traitement collectif à l’heure actuelle, soit 43 % des communes. » La moitié des installations sont très récentes, et deux sont habilitées à traiter l’azote et le phosphore, conformément à la Directive eaux résiduaires urbaines (ERU).
Les stations d’épuration rejetant dans le bassin versant de la Bèze sont de trois types : par boues activées, par filtre planté ou par lagunage naturel.

### Risques naturels

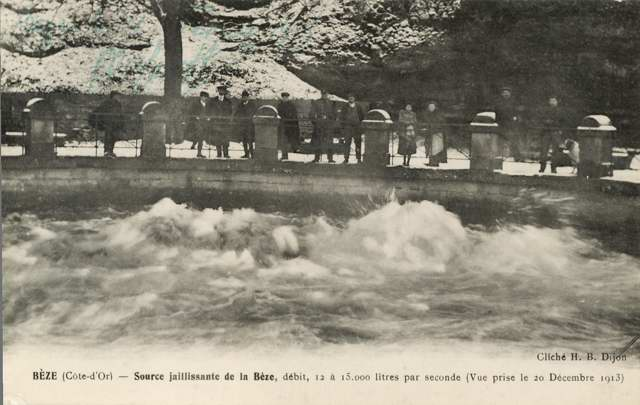
Crue de la rivière à Bèze, le 20 décembre 1913, ayant entraîné un jaillissement important à la résurgence.

La Bèze, ainsi que son bassin versant, ne présentent pas de risques naturels majeurs. Les secteurs à risque impactés par les crues sont les espaces agricoles. Les communes vulnérables à ce risque selon la DIREN sont Mirebeau et Bourberain. Les zones de confluences (Saint-Léger-Triey, Vonges et Trochères) sont particulièrement concernées par les inondations. « Les durées de débordement sont relativement courtes, la rivière regagnant son lit pour les crues les plus fréquentes après un à cinq jours. » Toutefois les risques d'inondations sont pour la majorité dus à une mauvaise gestion des ouvrages hydrauliques, insuffisamment manœuvrés, en particulier ceux des communes de Bèze, Drambon, Bézouotte ou Vonges.
Les bois des environs de Mirebeau abritent des peupliers situés sur les berges de la Bèze qui peuvent constituer de « réels risques pour les berges, étant donné le très faible enracinement de cet arbre ».